# F-4幽靈II戰鬥機

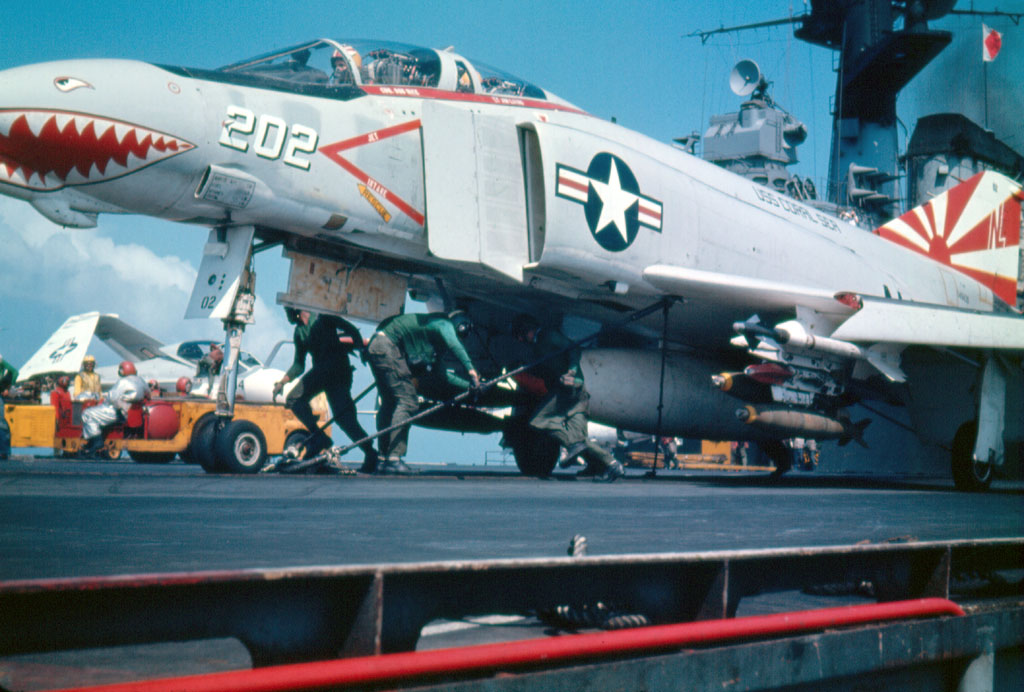
1971年在CVA-43「珊瑚海號」航空母艦上的F-4B

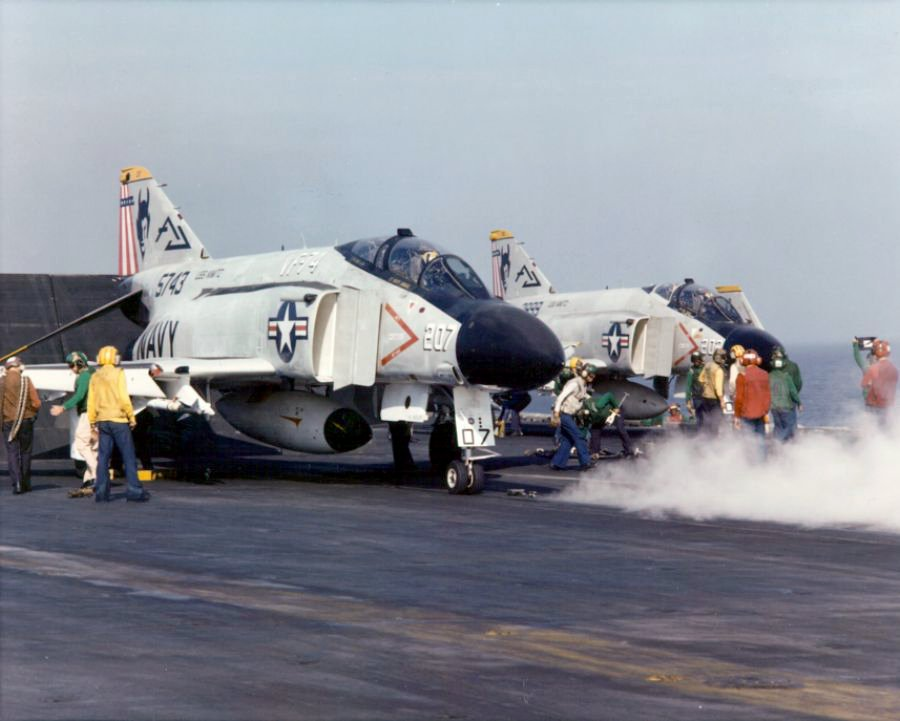
1976年在CVN-68「尼米茲號」航空母艦上的F-4J

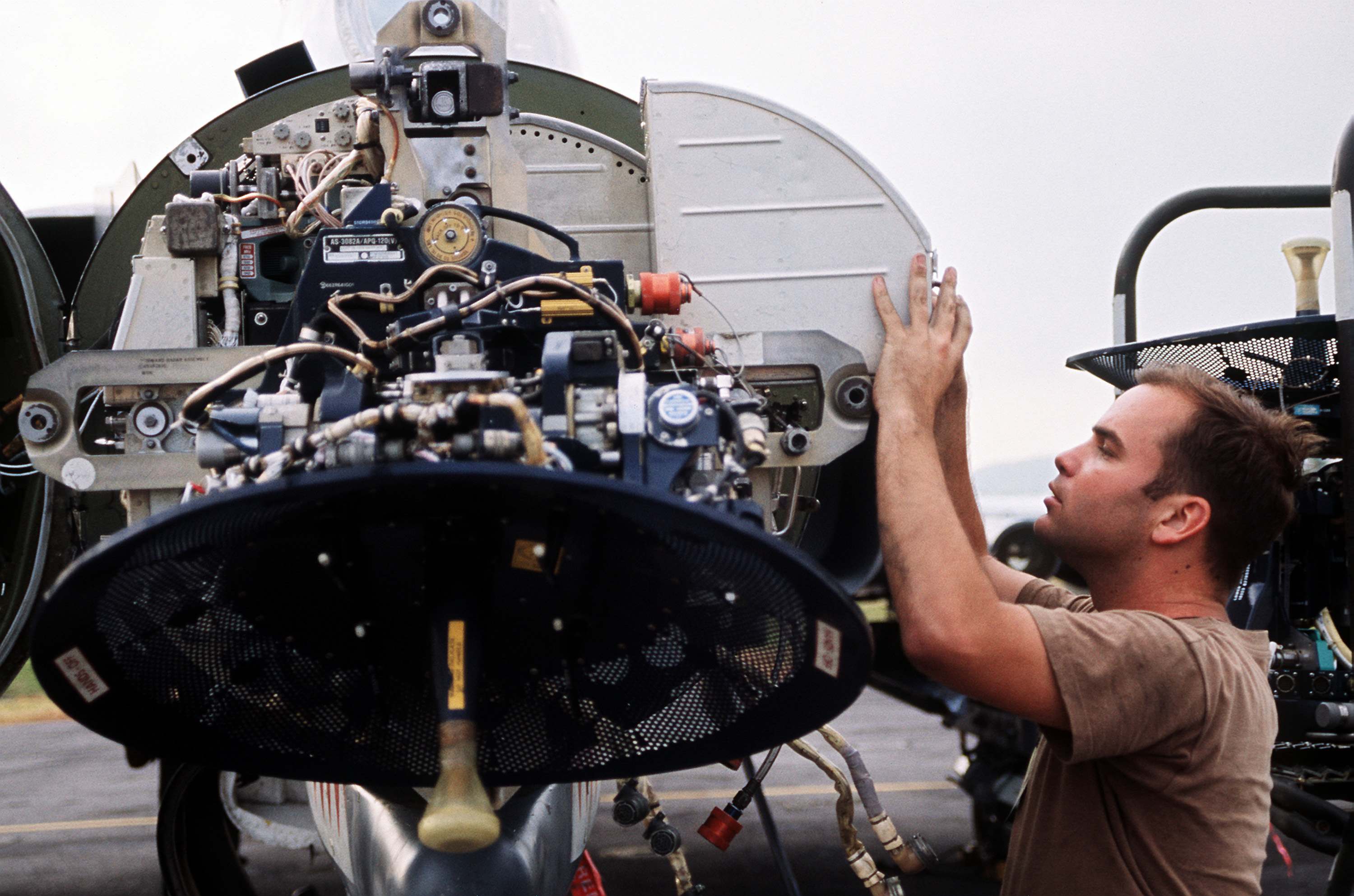
早期裝備於F-4E戰鬥機上的AN/APQ-100系列雷達，使用50年代的技術

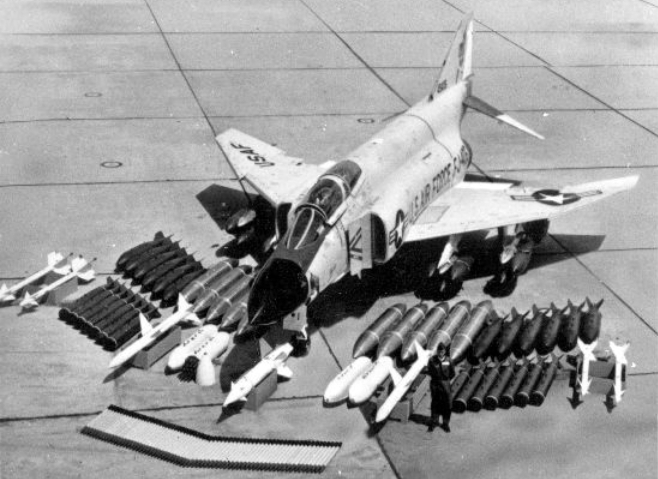
F-4C的掛載展示

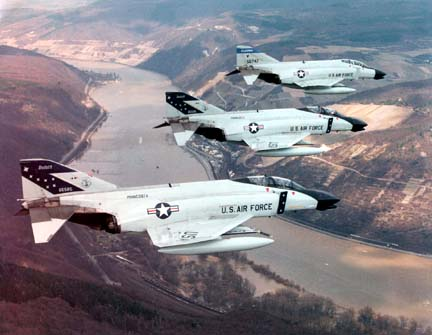
美國國民警衛隊的F-4於1986年

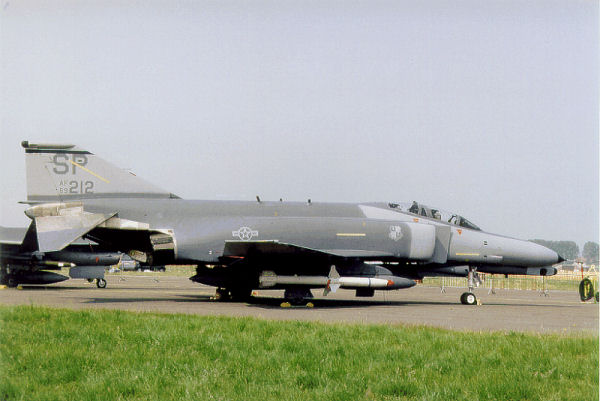
美国空軍第81战术战斗机中队的F-4G（69-0212）

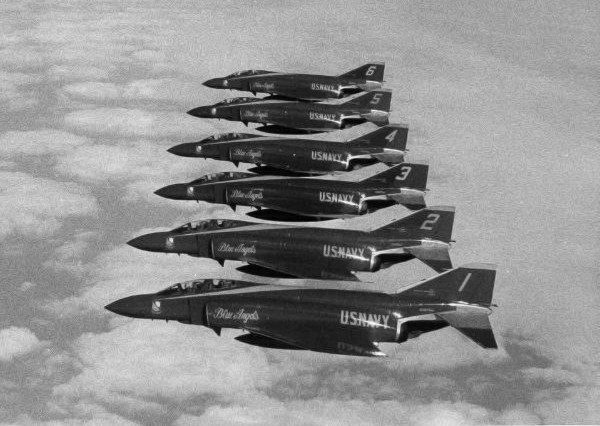
藍天使飛行表演隊於1969至1974年間使用的F-4J

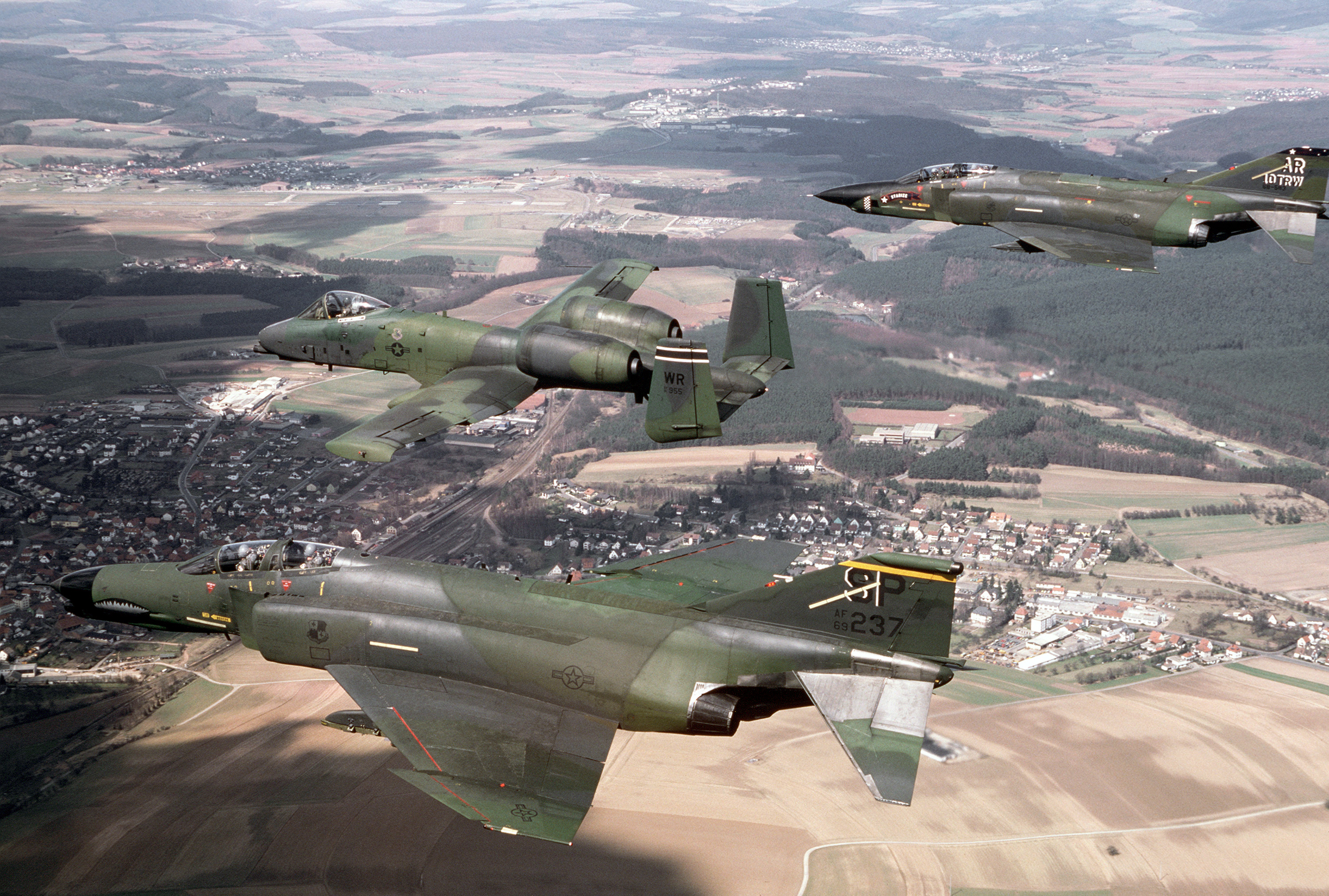
美國空軍F-4G戰鬥機與A-10攻擊機編隊飛行,攝於1987年4月6日,西德

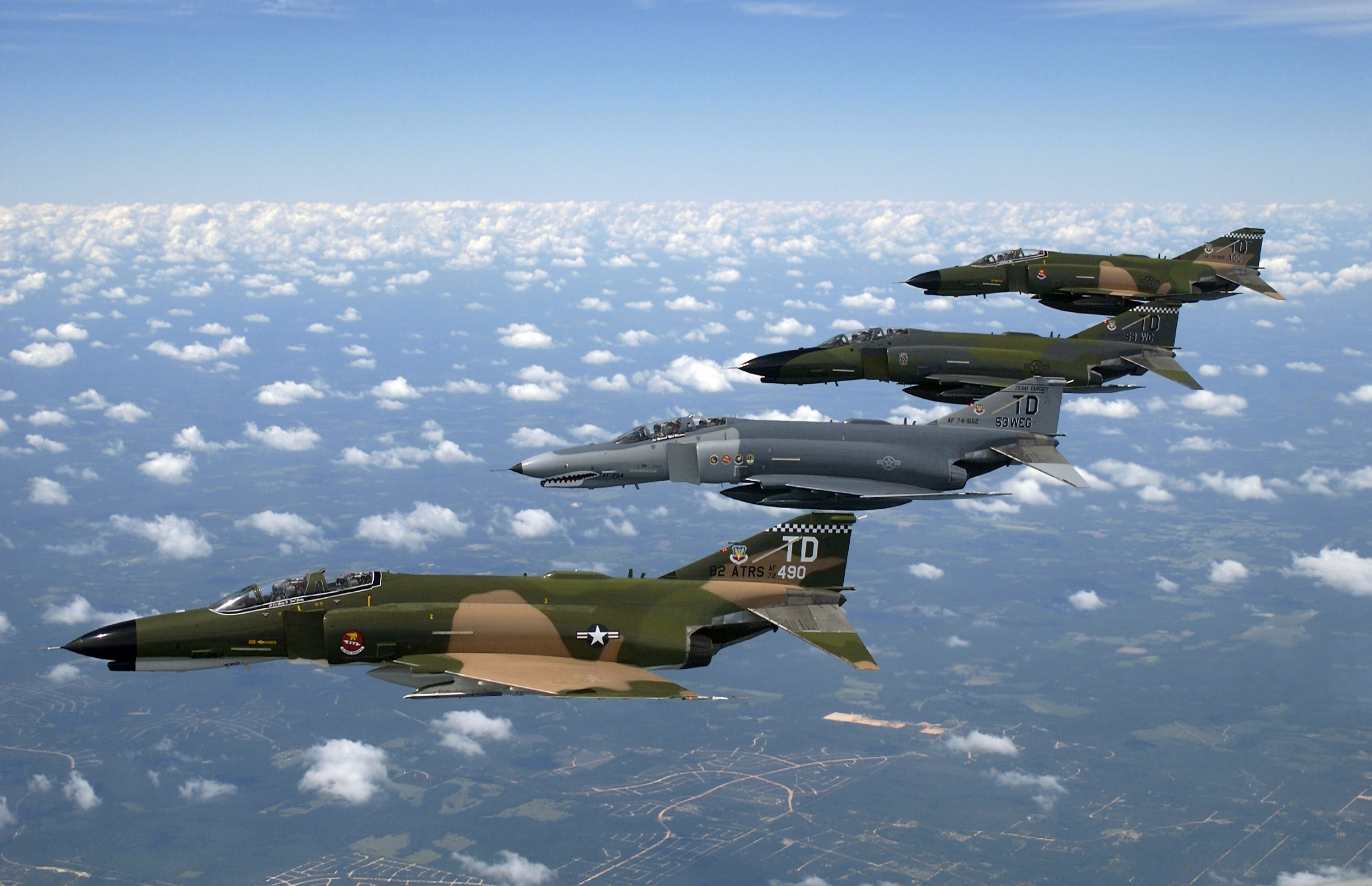
美國空軍建軍50周年時F-4進行編隊飛行

F-4鬼怪II（McDonnell Douglas F-4 Phantom II）是一種第三代串列雙座雙發全天候遠程超音速攔截機／戰鬥轟炸機，最初是由美國麥克唐納飛行器公司為美國海軍研制的。由於受到當時美國國防部長期望海空軍採用共通機體的壓力，美國空軍在1961年同意測試之後與美國海軍陸戰隊和美國海軍同時採用，成為美國少見同時在海空軍服役的戰鬥機。越南戰爭期間，F-4除了作為海空軍的主要的制空戰鬥機以外，也在對地攻擊、戰術偵察與壓制敵方防空任務等任務方面也發揮了很大作用。
F-4在美國空軍最初代號F-110A，在1962年進行戰機代號重編之際更名為F-4，转向双引擎重型战斗机路线，同时提高了负载力，可实现当时部分取代易被击落的轰炸机的多用途要求，成为美国海军首选；亦为美国空军在符合自己要求的战机（F-15）出现前的过渡期接受。於1960年服役，1970和1980年代成為美國空中力量的主力，并成为下一代戰鬥機的样板，如空軍的F-15鷹式戰鬥機，海軍的F-14雄貓式戰鬥機，海軍和海軍陸戰隊的F/A-18大黃蜂戰鬥攻擊機。（F-16是在战斗机黑手党推动下的另类产物）。
美國空軍使用的F-4G 野鼬機與RF-4C偵察機參加了波斯灣戰爭，稍後於1996年退役，一部分F-4在退役之後改裝為QF-4無人靶機。此外，F-4曾經出口到11個國家，以色列空軍的F-4參加了多次中東戰爭，伊朗空軍的F-4參加了兩伊戰爭。F-4目前仍在4個國家的空軍擔任一線作戰任務。
F-4從1958年量產，至1981年停產，總產量5,195架，在西方噴射戰鬥機量產總數紀錄中僅次於F-86軍刀戰鬥機，目前仍是美國軍機生產史上產量第一的超音速噴射戰鬥機。

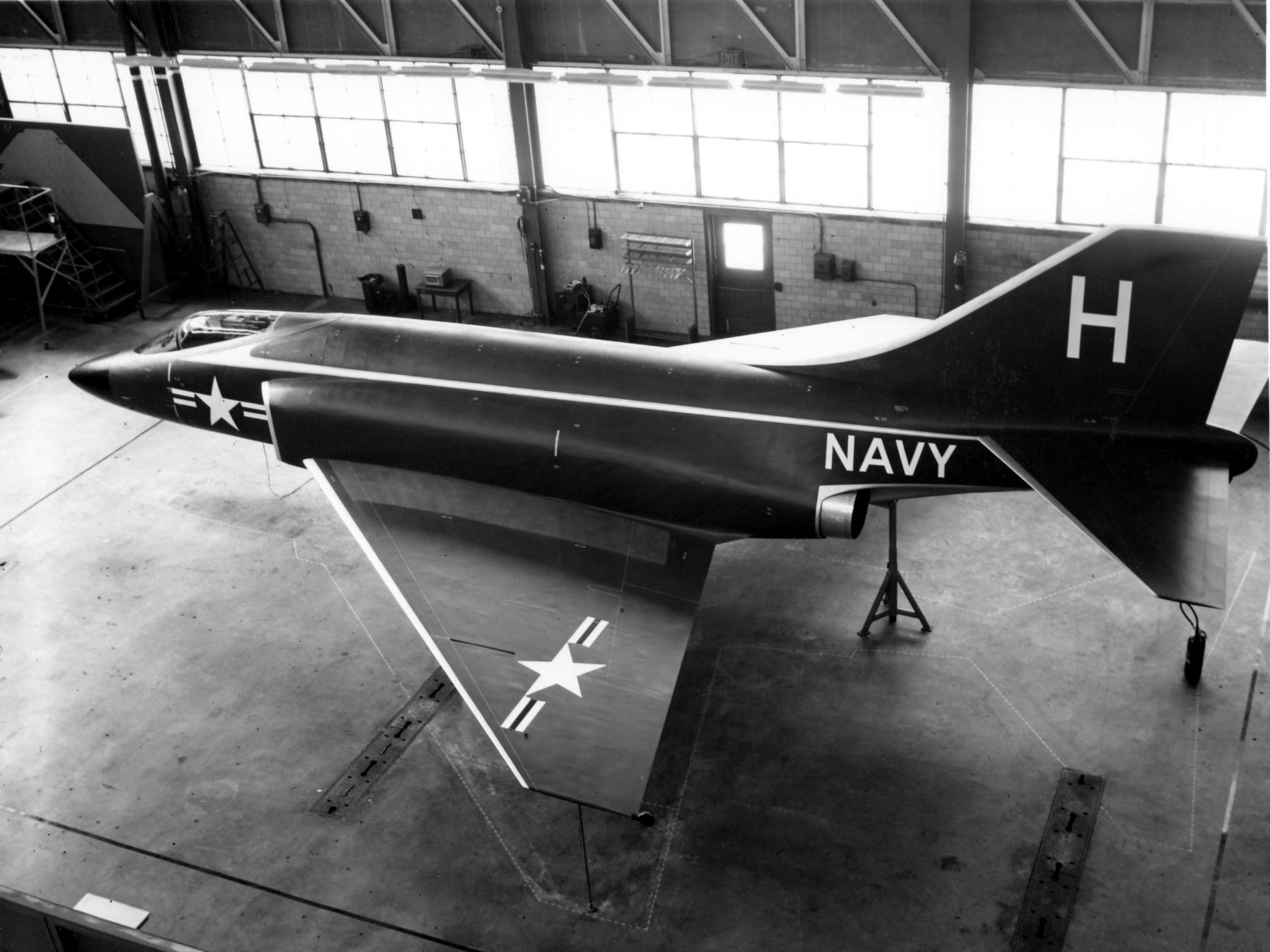
攝於1954年，美國海軍基於F3H 惡魔式戰鬥機之上造出F-4幽靈II戰鬥機的雛型。

## 概述
F-4「鬼怪 II」式戰鬥機原本是為美國海軍設計的艦載防空戰鬥機，於1960年開始服役。到1963年，美國空軍也裝備了這種飛機，並把它當作戰鬥攻擊機使用。該機是到2009年為止產量最大的美國超音速軍用飛機。在它的後繼機種F-15「鷹」式戰鬥機投產之際，F-4成為持續生產時間最長的戰鬥機：長達24年。F-4所采用的創新技術包括先進脈衝都普勒雷達，機身骨架中大量使用鈦。
儘管有較大的尺寸和重達27,000千克的最大起飛重量，F-4的最大飛行速度可達2.23馬赫，海平面爬升率達到210米/秒。F-4在服役後1959-1962年之間創造了15項飛行世界紀錄，包括絕對速度紀錄（2,585.086千米/小時）和絕對飛行高度紀錄（30,040米）。這些紀錄直到1975年F-15「鷹」式戰鬥機開始刷新後，仍有五項未被打破。
F-4有9個外掛架，最大外掛重量達8,480千克，可以掛載的武器包括空對空導彈，空對地導彈、制導、非制導和核炸彈等。美國海軍當時服役的F-8「十字軍」戰鬥機設計上用於近距格斗空戰。按照攔截機要求設計的F-4跟當時所有的攔截機一樣，強調遠程攔截能力，而忽視近距格斗空戰的要求，因此沒有安裝空用機炮。在卷入近距格斗時，F-4的雷達官或武器官（RIO或WSO，通常稱為「後座者」或「後排者」）目視或操作雷達搜索敵方戰鬥機。到越南戰爭末期，F-4已經成為美國海軍和空軍的主力戰機。
F-4在美國及其盟友的廣泛裝備，成為冷戰的標志之一。F-4參加了越南戰爭和中東戰爭，美國宣稱F-4在東南亞取得了277場空戰的勝利，對地攻擊的次數更是不計其數。以色列宣稱在歷次中東戰爭中，參戰的F-4取得了擊落敵機116架的戰績。伊朗宣稱在兩伊戰爭期間，F-4共擊落84次各型伊拉克飛機。
美軍的F-4飛行員中湧現出一批王牌飛行員。越南戰爭期間的王牌飛行員（擊落5架以上敵機）包括：空軍的一名F-4駕駛員和兩名F-4武器官，海軍的一名F-4駕駛員和一名雷達官。F-4後來被改裝為偵察和電子戰飛機，用於執行對敵防空壓制（SEAD）任務，美國空軍的F-4G野鼬鼠和國民航空警衛隊的RF-4C參加了1991年的海灣戰爭。
F-4還是唯一一種同時被美軍兩支飛行表演隊選為表演機型的飛機。美國空軍的「雷鳥」飛行表演隊和美國海軍的「藍天使」飛行表演隊在1969年分別換裝F-4E和F-4J。F-4在「雷鳥」飛行表演隊中服役了五年 ，在「藍天使」飛行表演隊中服役了六年。
F-4的基本性能（2倍馬赫極速、大航程、大載彈量）一直影響到美國的下一代戰鬥機。美國空軍後來用F-15「鷹」和F-16「戰隼」戰鬥機替代了F-4；美國海軍則換裝F-14「雄貓」戰鬥機和F/A-18「大黃蜂」戰鬥攻擊機，F/A-18的設計幾乎完全繼承了F-4「同時兼顧空戰和對地攻擊」的思想。

## 研制

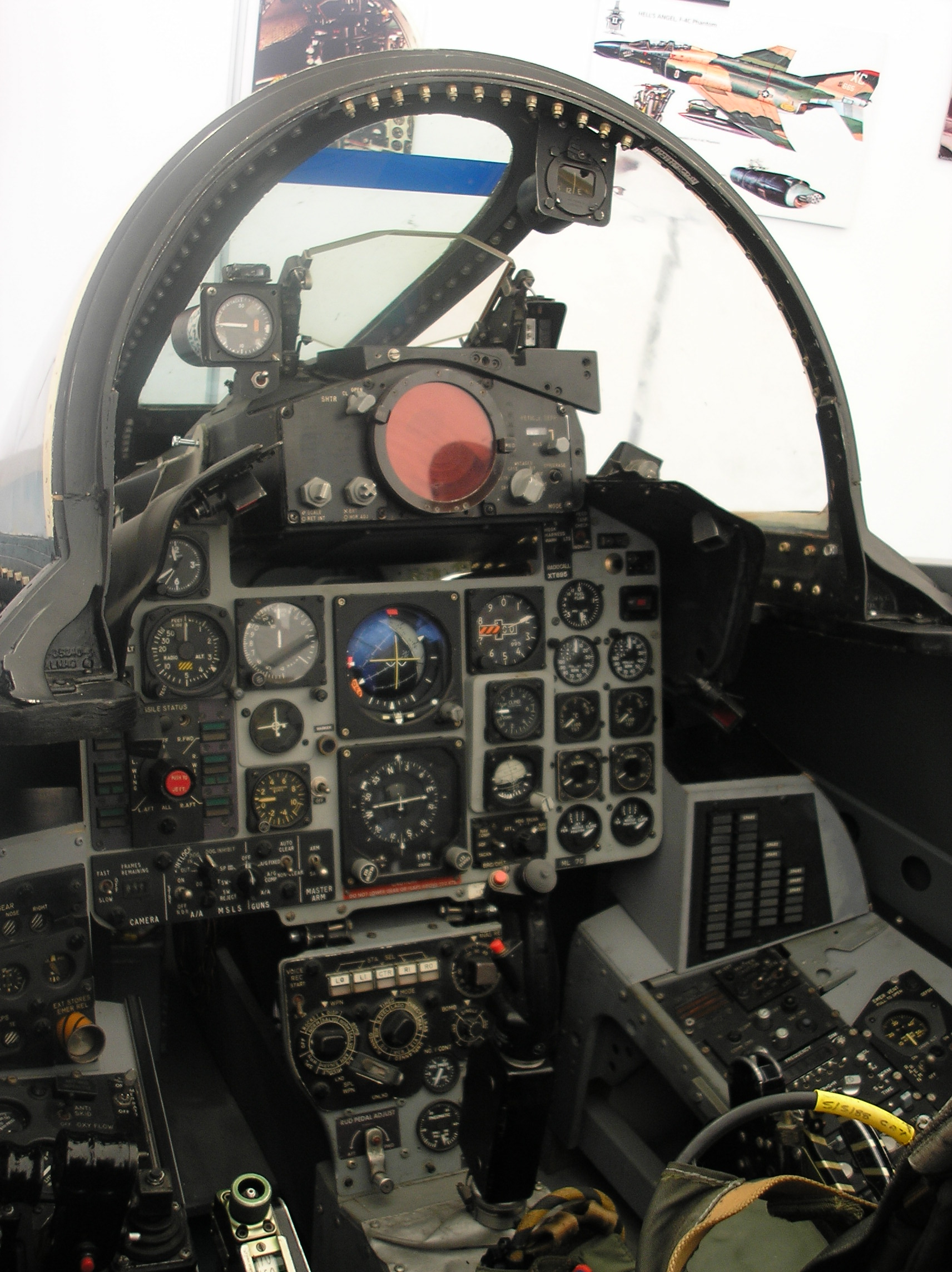
F-4的駕駛艙

### 起源

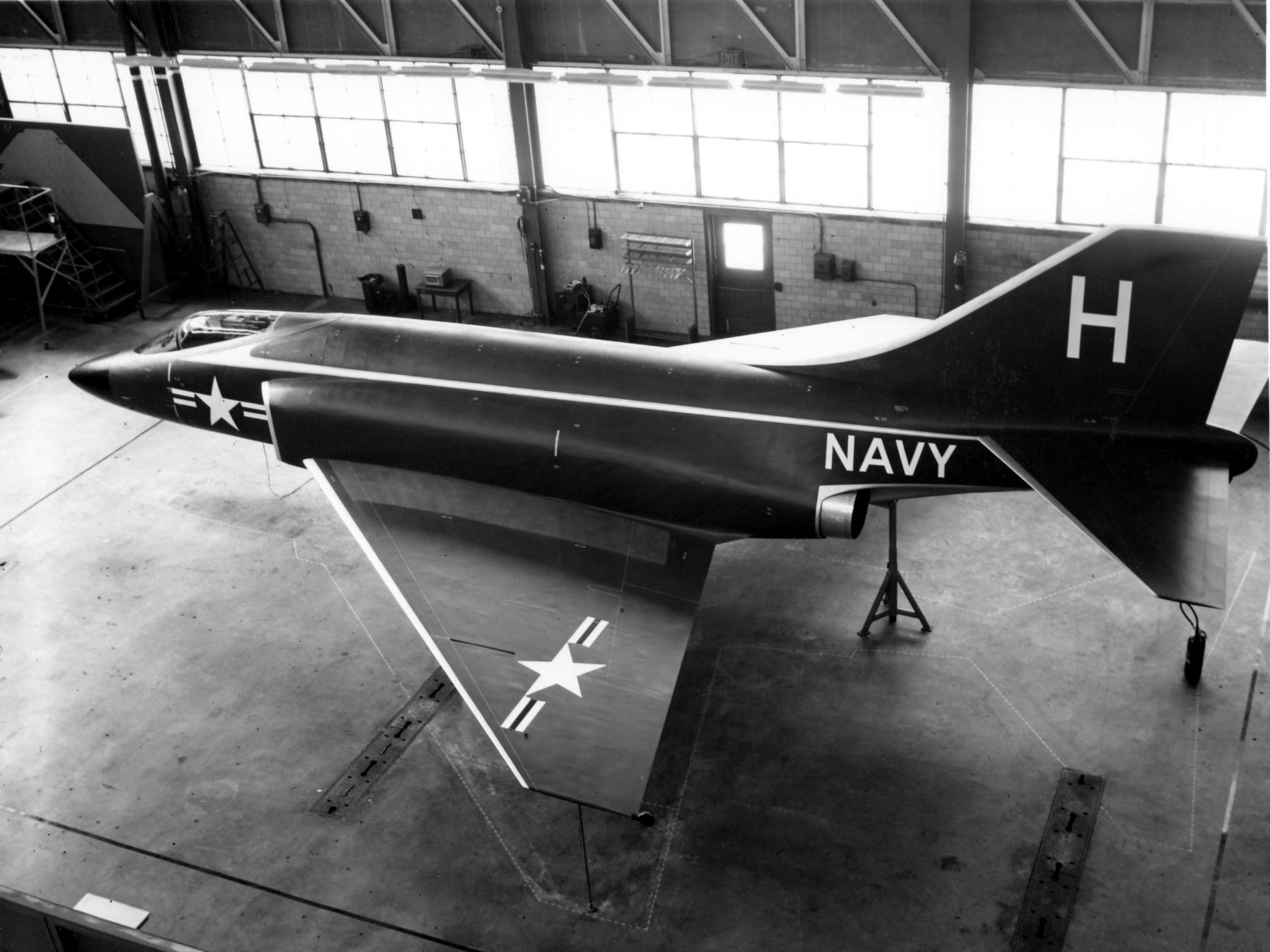
F3H-G「超級惡魔式」全尺寸模型

1952年，麥克唐納飛行器公司首席執行官詹姆斯·S·麥克唐納指派首席空氣動力學家戴維·劉易斯出任早期研發部經理。當時麥克唐納公司剛在1952年7月與9月的海軍戰鬥機競標中分別落敗，短時間內美國海軍沒有新的軍用機需求計畫，因此公司的研究屬於內部開發項目，早期研發部經過分析後認為：海軍將需要一種全新的機種——戰鬥攻擊機。
1953年起，麥克唐納飛行器公司開始修改F3H「魔鬼」艦載戰鬥機的設計，以期獲得更大的載彈量和更好的性能。一系列改進方案包括在飛機上安裝一台懷特J67發動機、或兩台懷特J65發動機、或兩台通用電氣J79發動機。經過計算，安裝J79發動機後可獲得馬赫1.97的極速。
1953年9月1日，麥克唐納公司向美軍遞交F3H-G「超級惡魔式」構想。該機采用了獨特的模塊化設計，根據任務需要搭載單人或雙人座艙，以及不同的機頭模塊，包括雷達、照相機、四門20mm機炮、56枚折疊尾翼式航空火箭彈（FFAR），機翼與機身下還有9處硬點可外掛武器。美國海軍對此表現出一定興趣，並訂購一架稱為F3H-G/H戰鬥機的全尺寸模型。海軍當時沒有採用超級惡魔式的原因是它們認為即將投入服役的F-11「老虎」和F-8戰鬥機已經滿足了超音速艦載戰鬥機的需求。
到1954年中，美國海軍航空署提出全天候戰鬥機的需求。麥克唐納以超級惡魔式的概念向海軍遞出兩種構想：單發動機的「F3H-E」、雙發動機「F3H-G」，除了全天候操作能力外，麥克唐納的機種配備11個武備硬點，同時與麥克唐納競爭的廠商還有格魯曼與諾斯羅普。1954年10月18日，海軍通知麥克唐納它們成為該競標案的勝出廠商，美軍要求以F3H-G設計去製造出一款新型全天候戰機，代號YAH-1。但計畫初期對於技術規格過於籠統，因此麥克唐納與海軍間進行數個月的討論明確定義技術規格指標，1955年5月26日，四名到訪公司的海軍軍官用一個小時的時間向公司闡述了全新的設計要求：因為海軍已經有A-4「天鷹」攻擊機擔任對地攻擊任務，F-8「十字軍」戰鬥機擔任制空任務。最後需求定案時，YAH-1被要求為一架作戰半徑250海浬，可執行2個小時戰鬥空中巡邏任務的全天候艦載防空攔截機，代號也變更為F4H-1。
F4H-1與F3H-G的差別主要是飛行員從一人增加到兩人，後座的武器官將負責操作機載雷達。美國海軍最初的提案並沒有強制律定飛行員數目，但麥克唐納提供單座與複座方案供海軍挑選時，海軍基於航空電子技術的複雜度風險，仍選擇了雙座構型。此外原本以空用機砲為主力武器的戰術概念也被中程空對空飛彈給替換，美軍要求至少有4枚麻雀飛彈的酬載力，為了解決飛機的酬載與增加的阻力，麥克唐納設計了半埋式發射架處理飛彈掛載問題。發動機也從原構想的J65更換為最新型號的J79，極速從1.5馬赫增強到2馬赫等級。
1955年6月25日，美國海軍與麥克唐納正式簽約，打造2架「XF4H-1」、5架「YF4H-1」。

### XF4H-1原型機
XF4H-1的設計要求為攜帶4枚AIM-7「麻雀」雷達制導中程空對空飛彈，裝兩台J79-GE-8發動機。機翼設計成45°的後掠翼，並安裝吹氣襟翼，改善飛機在低速時的操作性。
風洞測試表明，原有的低單翼構型會出現側面不穩定的情況，有必要把主翼上反角增加5°。然而，這樣修改設計意味著得重新設計機身中段結構，而該部分結構是鈦合金材質，修改的成本與技術風險較高，為此麥克唐納工程師采取了一種新方法：從主翼翼幅的70%位置至主翼翼尖部分彎曲12°，恰好等效於將整個機翼彎曲5°。機翼尖端的犬齒前緣結構也改善了飛機在大攻角時的可操作性。全動式水平尾翼的下反角定為23°，以提高飛機在大迎角時的可操作性，同時避免水平尾翼受到發動機排放的氣流沖擊。發動機進氣道則載進氣口處設置一片固定式的附面層隔板，進氣道內則是使用可變幾何進氣道，求取在1.4馬赫與2.2馬赫時進氣效率最佳化。XF4H-1在機鼻安裝AN/APQ-50型雷達，該機從而獲得全天候操作性能。
起落架規範部分，美軍要求XF4H-1的起落架在重量17,250公斤時容許每秒7.2公尺的下降速度，前起落架可以在必要時提高20英寸（50釐米），增加起飛時飛機攻角。增加攻角也可以提高升力，降低航艦彈射器功率需求。為了適應航艦操作，XF4H-1添裝了著艦鉤，該裝備可承擔4.8G的荷重。

### 命名
曾經有提案建議將F4H命名為「撒旦」或「密特拉」（古波斯的光明之神）。最後該機被賦予的名稱是較少爭議的「鬼怪II」，「鬼怪」之稱在之前已經被用來命名麥克唐納研制的另一種噴氣式戰鬥機FH-1。美國空軍曾打算將該機編號為F-110A「幽靈」並作為世紀系列戰機（The Century Series）之延續，但由於美國國防部於1962年9月18日開始實施採用1962美國三軍航空器命名系統而作罷。

### 試飛
1955年7月25日，美國海軍訂購了2架XF4H-1原型機和5架先導量產型YF4H-1。原型機於1958年5月27日首次試飛，飛行員是羅伯特·C·利特。首飛中由於液壓系統的問題，使得起落架未能正常收起，但後續飛行中這一問題沒有再出現。在檢查了最初幾次試飛的數據後，工程師對進氣道進行了重新設計，包括在進氣道增加小型引氣口。該機和XF8U-3「十字軍III」的競爭也是如火如荼。1958年12月17日，美國海軍宣布F4H獲勝，主要考慮是F4H的雙座設計有利於減輕飛行員的負擔。由於J79-GE-8發動機未能按時交貨，首批量產的F-4安裝的是J79-GE-2和J79-GE-2A發動機，使用後燃器時單台推力為71.8千牛。1959年，F-4開始進行航母實用性評估。1960年2月15日，該機在美國海軍獨立號航空母艦上完成了第一次艦上起降。

### 量產

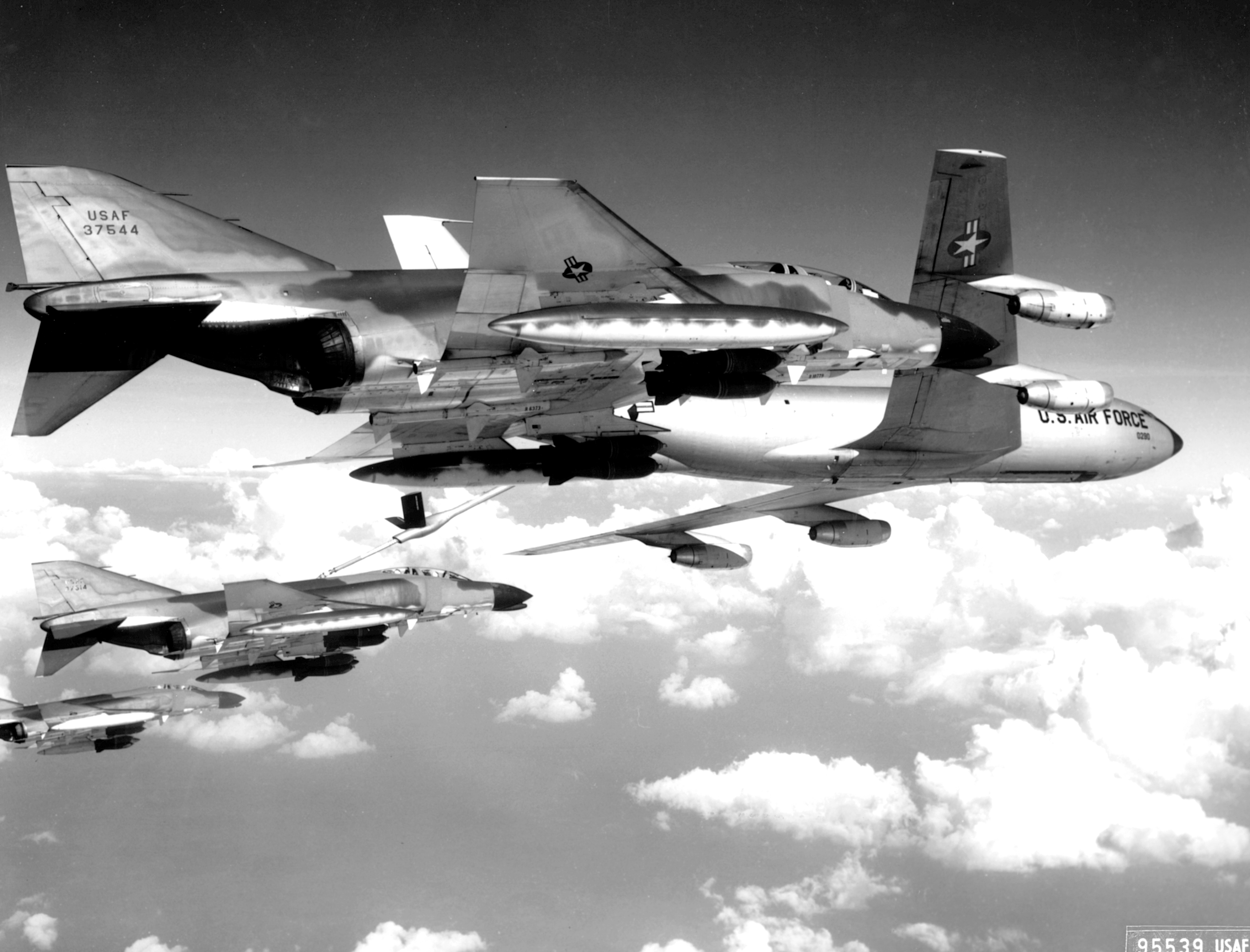
越南戰爭期間，美國空軍的KC-135空中加油機為F-4C加油。這些F-4C掛載了750磅傳統炸彈、麻雀空空導彈和副油箱。

從第19架原型機後，F-4的雷達更換為AN/APQ-72型。雖然APQ-72是APQ-50的改良，但雷達天線從24英吋（60公分）增加到32英寸（81公分），這使得麥克唐納公司必須重新設計更大尺寸的機鼻雷達罩。但大型化的雷達罩造成了飛行員前方下部視野遭到妨礙，因此工程師只能重新設計駕駛艙，解決被妨礙的視野問題，並減少後座飛官的幽閉恐懼症。
最初F-4的使用客戶僅有美國海軍，美國空軍並無興趣，但是在國防部長羅伯特·麥克納馬拉施壓下，美國空軍只能接受進行通用戰鬥機的評估作業，與F-4對抗的對手則是F-106。1961年，稱之為高速作戰（Operation Highspeed）的內部測評演習中，空軍將F-4B與F-106A進行全面評比，結果是F-4B幾乎具有全面性優勢，被現實折服的美國空軍在1962年1月向海軍借用了兩架F-4B，暫時命名為F-110A「幽靈」（Spectre），執行幽靈式空軍型的改良項目評估。不同於海軍將幽靈式定位為長程攔截機，美國空軍在後續測試時將F-4與F-105進行評比，發現F-4的載彈量不弱於F-105，這使得空軍注意到將幽靈式的任務擴展成一款戰鬥轟炸機的潛力。
1962年9月18日，麥克納馬拉下令統合幽靈式的編號，F-4的海軍型命名為F-4B，空軍型為F-4C。首架空軍型的鬼怪式於1963年5月27日首飛，在第一次飛行中就突破了兩倍音速。
美國本土的F-4生產線一直運作到1979年，一共建造了5,195架（麥克唐納生產了5,057架，日本三菱生產了138架）。該機因此成為史上建造數目第二的美國軍用噴氣式飛機，佔據產量第一名的是F-86軍刀戰鬥機。美國空軍共接收了2,874架F-4，海軍和海軍陸戰隊接收了1,264架，其余的出口到其他國家。在美國本土制造的最後一批F-4出口到了土耳其，最後制造的一批F-4是由日本三菱重工集團制造的F-4EJ。截至2008年，全世界仍有631架F-4在多個國家的空軍服役，一批F-4在改裝成無人駕駛飛機後，繼續在美軍中服役。

### 世界紀錄
在該機還處於研制階段時，美國海軍就用其進行了多次創紀錄飛行，以展示這種新型戰鬥機的優異性能。
- 高飛行動：1959年12月6日，第二架XF4H-1原型機爬升到30,040米，打破了之前由蘇聯蘇霍伊T-43-1（Su-9攔截機的原型機）創造的28,852米的原世界飛行高度紀錄。執行這次飛行的是美國海軍飛行員小勞倫斯·E·菲林特，他首先將飛機在14,330米高度加速至2.5馬赫，然後以45°角爬升到27,430米，最後關閉發動機，任由飛機順著慣性爬升至最高點。當飛機下降到21,300米後，菲林特重啟發動機並恢復正常飛行模式[37]。

- 1960年9月5日，一架F4H-1創造了500公里閉合航線平均速度1,958.16千米/小時的世界紀錄[11]。

- 1960年9月25日，一架F4H-1創造了100公里閉合航線平均速度2,237.26千米/小時的世界紀錄[11]。

- LANA行動：為慶祝美國海軍航空隊建軍50周年（L是羅馬數字的50，ANA是海軍航空隊周年紀念（Anniversary of Naval Aviation）的縮寫），1961年5月24日，一隊鬼怪式進行了橫跨美洲大陸的飛行，在進行了多次空中加油的情況下，它們僅用不到三個小時就完成了飛行。最快的一架飛機平均速度達到1,400.28千米/小時，耗時2小時47分。美國海軍飛行員理查·高登中尉（後來成為NASA的太空人）和雷達官鮑比·朗中尉因此贏得了1961年的邦迪克斯杯[11][38][39][40]。

- 傳奇燃燒者行動：1961年8月28日，一架鬼怪式在4.82千米閉合航線低於40米飛行中創造了1,452.826千米/小時的世界紀錄[11]。在此之前的1961年5月18日，美國海軍飛行員J.L.菲爾斯曼在挑戰這項世界紀錄的嘗試中，因為俯仰阻尼器失效，飛機空中解體而身亡[41]。

- 天空燃燒者行動：1961年12月22日，一架進過改裝的鬼怪式（加裝噴水設備）創造了飛行速度2,585.086千米/小時的絕對世界紀錄[11]。

- 1961年12月5日，另一架鬼怪式創造了平飛高度20,252.1米的世界紀錄[11]。

- 高跳行動：鬼怪式在1962年初期創造了一系列爬升高度耗時世界紀錄，包括34.523秒爬升到3,000米、48.787秒爬升到6,000米、61.629秒爬升到9,000米、77.156秒爬升到12,000米、114.548秒爬升到15,000米、178.5秒爬升到20,000米、230.44秒爬升到25,000米和371.43秒爬升到30,000米[11]。這一時期的鬼怪式在最後一次創紀錄飛行中突破了最大飛行高度100,000英尺的紀錄，但這一結果沒有得到官方的承認[42]。

鬼怪式共創造了16項飛行世界紀錄，除了天空燃燒者行動外，所有創造飛行紀錄的飛機都沒有經過改裝。其中五項速度紀錄直到1975年F-15「鷹」式戰鬥機出現之後才被打破。

### 飛行特性
在空戰中，幽靈式的最大優勢是它的發動機推力，這種優勢使得一個技術優良的飛行員能夠自由地加入和退出空戰。這種重型戰鬥機的特長是使用雷達制導中距空對空導彈進行超視距空戰，而在近距格鬥戰中，它的表現比不上敏捷的蘇聯戰鬥機。儘管在副翼橫滾中該機很容易進入螺旋無法退出，飛行員們普遍反應這種飛機在其飛行包線內的表現是非常出色的。1972出現的改進型F-4E，在機翼上增加了前緣縫翼，極大地提高了飛機在高速狀態下的大迎角操作性。
由於J79發動機在運行時會產生大量的黑煙，使得對手很容易定位幽靈式戰機，這種缺點在幽靈式和小型戰鬥機的空戰中表現得尤為明顯。飛行員可以通過使用後燃器來減少煙霧，但是這樣會消耗大量的燃料。有些飛行員則採取以下的策略：一台發動機工作在常規模式，另一台則啟用後燃器，這樣可以在獲得軍事任務需要的推力的同時不至於產生過多暴露行蹤的煙氣。
早期幽靈式最並沒有裝設固定式機砲，在後續實戰時被視為設計的重大缺陷。但美國海軍最初設計時將幽靈式視為遠程攔截機，主力武器是可進行超視距空戰的麻雀飛彈，因此不會在超音速狀況下進入近距離格鬥空戰，飛行員也不常進行空戰格鬥訓練科目。但是在越戰的經驗，卻否定了美軍最初對幽靈式戰機所設定的戰術定位，由於幽靈式常需深入敵境進行長程護航，在掛載副油箱等大阻力外載裝備後，不可能執行長時間的超音速空戰，大多數空戰情境中，交戰速度是在次音速與穿音速區間進行。同時，配套服役的空對空飛彈妥善率多半不可靠，為了確保有效攻擊飛行員不得不採用一次發射多枚導彈的方法，往往把本來就不多的導彈迅速耗盡。
為了避免誤擊，越南戰爭期間美軍交戰規則甚至禁止在大多數情況下使用長射程導彈，因為通常飛行員必須進入目視距離以識別敵我。很多飛行員發現，自己即使能咬住敵機的尾巴，也會因為距離過近而無法使用短程的「獵鷹」或「響尾蛇」導彈。從1967年起美國空軍的F-4C開始攜帶SUU-16或SUU-23機砲莢艙，使F-4獲得短程機砲火力，但該機砲原先是用於對地掃射，並無空戰配套的計算裝置，且外掛載點並非理想的固定射擊平臺，使得機砲莢艙用於空戰時，命中率並不理想。此外，機砲莢艙因重量過重，只能安裝於可掛載副油箱的機腹和主翼載點，如此會增加飛機阻力，降低飛行性能，產生了續航力與火力之間的矛盾問題。但為了增加空戰擊殺成功率，還是不少飛官選擇了加掛機砲莢艙，美國海軍陸戰隊的飛官甚至要求在他們的幽靈式戰機裝上2個機砲莢艙，以提高彈著密集度，雖然使用機砲莢艙的空戰擊殺成功率仍舊偏低，但是整體來說機砲並不會比可靠性低落的空對空飛彈來得差。
由於飛官的經驗回饋，加上電子技術的精進，從F-4E之後的幽靈式戰機，都在機鼻裝設了一門20公厘口徑M61火神式機砲，雖然空用機砲佔據了一部分機鼻空間，但以電晶體為核心的AN/APQ-120雷達替換了以真空管為計算核心的AN/APQ-100系列，確保了整體性能不致減損。

### 造價
|                    | F-4C                               | RF-4C                             | F-4D                               | F-4E                              |
| ------------------ | ---------------------------------- | --------------------------------- | ---------------------------------- | --------------------------------- |
| 單位研發費用       | -                                  | 61,200美元（1965年） 按1973年幣值 | -                                  | 22,700美元（1965年） 按1973年幣值 |
| 機身               | 1,388,725美元（1965年）            | 1,679,000美元（1965年）           | 1,018,682美元（1965年）            | 1,662,000美元（1965年）           |
| 發動機             | 317,647美元（1965年）              | 276,000美元（1965年）             | 260,563美元（1965年）              | 393,000美元（1965年）             |
| 電子設備           | 52,287美元（1965年）               | 293,000美元（1965年）             | 262,101美元（1965年）              | 299,000美元（1965年）             |
| 武器               | 139,706美元（1965年）              | 73,000美元（1965年）              | 133,430美元（1965年）              | 111,000美元（1965年）             |
| 機炮               | -                                  | -                                 | 6,817美元（1965年）                | 8,000美元（1965年）               |
| 出廠價格           | 190萬美元（1965年）                | 230萬美元（1965年）               | 170萬美元（1965年）                | 240萬美元（1965年）               |
| 改裝價格           | 116,289美元（1965年） 按1973年幣值 | 55,217美元（1965年） 按1973年幣值 | 233,458美元（1965年） 按1973年幣值 | 7,995美元（1965年） 按1973年幣值  |
| 每飛行小時費用     | 924美元（1965年）                  | 867美元（1965年）                 | 896美元（1965年）                  | 867美元（1965年）                 |
| 每飛行小時維護費用 | 545美元（1965年）                  | 545美元（1965年）                 | 545美元（1965年）                  | 545美元（1965年）                 |

注：表格中的原始數據按照1965年美元幣值推算。

## 服役記錄

### 美國海軍

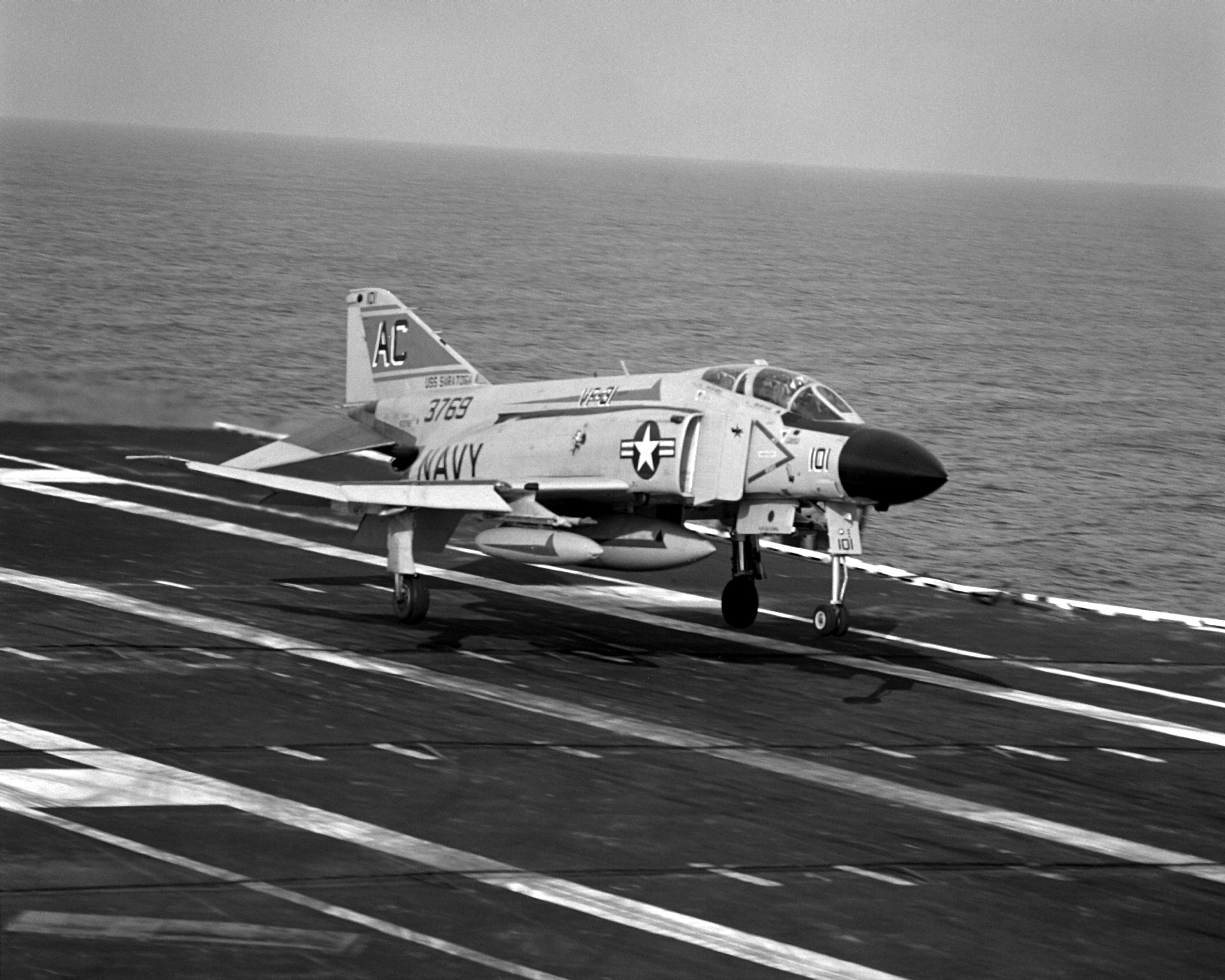
美國海軍VF-31戰鬥機中隊的建造編號為153769的F-4J戰鬥機在薩拉托加號航空母艦上著艦

1960年12月30日，歐希安納海軍航空站的VF-121「和平締造者」中隊接收了第一批F4H-1F（F-4A），從而成為第一個裝備鬼怪式戰鬥機的中隊。該基地的VF-74「迷惑」中隊於1961年7月8日裝備了F4H-1（F-4B），並成為第一個可以實戰部署的鬼怪式戰鬥機中隊 。該中隊於1961年10月完成了航母適應性訓練，並於1962年8月到1963年3月期間成為第一個在航空母艦上擔任戰鬥值班的中隊，部署於
福萊斯特號航空母艦。美國海軍大西洋艦隊的第二個可部署的鬼怪式戰鬥機中隊是VF-102「菱背響尾蛇」，他們在企業號航空母艦試航期間接收了鬼怪式飛機。美國海軍太平洋艦隊第一個接受F-4B的戰鬥機中隊是VF-114「土豚」，他們參加了1962年9月小鷹號航空母艦的試航。
到北部灣事件發生時，美國海軍的31個可部署艦載戰鬥機中隊裡的13個已經裝備了鬼怪式飛機。1964年8月5日，從星座號航空母艦上起飛的F-4B執行了越南戰爭期間的第一次戰鬥行動，為「穿箭行動」中的轟炸機護航。鬼怪式戰鬥機於1965年4月9日取得了越戰期間第一次空戰的勝利，隸屬於VF-96「戰隼」中隊的飛行員特倫斯·M·墨菲海軍中尉和雷達官羅納德·費根海軍少尉駕駛F-4B擊落了一架中國人民解放軍海軍航空兵的殲-5戰鬥機，但是他們在取得戰果之後即被擊落，可能是被僚機發射的一枚AIM-7「麻雀」導彈誤擊。關於這次空戰中F-4B是否是被殲-5戰鬥機用機砲擊落仍然有爭議，中共方面的說法是：墨菲和費根的飛機是被美軍僚機發射的AIM-7「麻雀III」導彈擊落的，並否認己方有殲-5戰鬥機被擊落。21世纪又有了新的宣称：飛行員说那架F-4相对完好地迫降在了海南，却未提美軍飛行員的後續情況。1965年6月17日，隸屬於VF-21「自由工作者」（Freelancers）中隊的飛行員托馬斯·C·佩吉少校和約翰·C·史密斯中尉取得了越南期間對北越空軍的第一個戰果，擊落了一架米格戰鬥機。
1972年5月10日，杜克·坎寧安中尉和威廉·P·德里斯科爾海軍中尉駕駛呼號為「好戲上演100」的一架F-4J在空戰中擊落了三架北越空軍的米格-17戰鬥機，從而成為越戰期間第一批王牌飛行員。據信他們的第五個戰果是擊落了神秘的北越王牌飛行員「墳上校」，但是現在已經證明這名上校只是美軍飛行員虛構出來的人物。在空戰結束後的返航過程中，坎寧安和德里斯科爾的飛機被北越的地對空導彈擊中。為了避免被俘，他們被迫讓飛機倒飛（控制系統被地空導彈破壞，使得他們無法采用常規飛行模式），直到他們飛到海上再彈射落水。
越南戰爭期間，美國海軍的F-4B、F-4J和F-4N共參加了84次戰鬥巡邏。海軍方面宣稱擊落了40架敵機，鬼怪式戰損71架（其中被敵機擊落5架，被地對空導彈擊落13架，被防空砲擊落53架），因為機械故障損失了54架。海軍和海軍陸戰隊的鬼怪式戰鬥機共擊落了40架敵機，包括22架米格-17，14架米格-21，2架安-2和2架米格-19。在取得的戰果中，用AIM-7「麻雀」導彈擊落的有8架，用AIM-9「響尾蛇」導彈擊落的有31架。
到1983年，F-4N完全被F-14「雄貓」戰鬥機取代，到1986年，最後一架F-4S被F/A-18「大黃蜂」戰鬥攻擊機替代。1986年3月25日，一架隸屬於VF-151「治安維持者」（Vigilantes）中隊的F-4S從中途島號航空母艦上進行了最後一次彈射起飛。1986年10月18日，一架隸屬於VF-202「超熱」預備役中隊的F-4S在美利堅號航空母艦上完成了鬼怪式的最後一次航母上著艦。到1987年，美國海軍預備役中隊的F-4S被F-14A取代。QF-4作為無人靶機在海軍太平洋導彈測試中心一直服役到2004年。

### 美國海軍陸戰隊

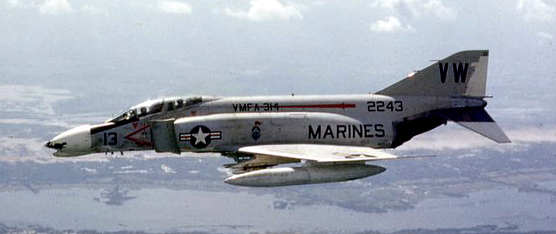
越戰時美國海軍陸戰隊的F-4B戰鬥機於北越發動春節攻勢期間，於南越廣義市上空巡邏，攝於1968年9月

美國海軍陸戰隊第一個裝備F-4戰鬥機的是位於加利福尼亞州艾爾·托羅海軍陸戰隊航空站的VMFA-314「黑騎士」中隊，他們於1962年6月接收了F-4B戰鬥機。除了F-4的攻擊型衍生型號外，海軍陸戰隊還裝備了一批RF-4B戰術偵察機。海軍陸戰隊VMFA-531戰鬥機中隊於1965年4月10日調往越南，從路上基地和美國號航空母艦起飛執行近距離空中支援任務。海軍陸戰隊的鬼怪式飛機據信共擊落了三架北越空軍的米格式戰鬥機（其中兩架是在接替美國空軍的飛機執行任務時擊落的），在戰鬥中共損失了75架鬼怪式，其中大部分是被地面防空火力擊落，有四架因為機械故障墜機。海軍陸戰隊使用鬼怪式一直到1992年1月18日，最後一架F-4從VMFA-112「牛仔」中隊退役，被F/A-18大黃蜂戰鬥攻擊機替代。

### 美國空軍
| 機型 | 武器/戰術        | 米格-17 | 米格-19 | 米格-21 | 總計  |
| ---- | ---------------- | ------- | ------- | ------- | ----- |
| F-4C | AIM-7麻雀導彈    | 4       | 0       | 10      | 14    |
|      | AIM-9響尾蛇導彈  | 12      | 0       | 10      | 22    |
|      | 20毫米機砲       | 3       | 0       | 1       | 4     |
|      | 其他戰術         | 2       | 0       | 0       | 2     |
| F-4D | AIM-4獵鷹導彈    | 4       | 0       | 1       | 5     |
|      | AIM-7麻雀導彈    | 4       | 2       | 20      | 26    |
|      | AIM-9響尾蛇導彈  | 0       | 2       | 3       | 5     |
|      | 20毫米機砲       | 4.5     | 0       | 2       | 6.5   |
|      | 其他戰術         | 0       | 0       | 2       | 2     |
| F-4E | AIM-7麻雀導彈    | 0       | 2       | 8       | 10    |
|      | AIM-9響尾蛇導彈  | 0       | 0       | 4       | 4     |
|      | AIM-9+20毫米機砲 | 0       | 0       | 1       | 1     |
|      | 20毫米機砲       | 0       | 1       | 4       | 5     |
|      | 其他戰術         | 0       | 1       | 0       | 1     |
| 總計 |                  | 33.5    | 8       | 66      | 107.5 |

美國空軍中的F-4在《1962美國通用軍機識別碼》開始使用之前曾經一度被命名為F-110「幽靈」。雖然空軍曾經猶豫過是否裝備一種海軍戰鬥機，但是他們很快接受了這種飛機，並且成為該機型最大的用戶。第一批部署到越南的空軍F-4是第555戰術戰鬥機中隊「三角鎳」的F-4C，他們於1964年12月到達越南。海軍的空勤人員安排是：前座艙是海軍飛行官（飛行員），後座艙是海軍戰鬥官（雷達操作官）。空軍一開始是在F-4後座艙安排一名副駕駛員，後來則改為一名經過領航員培訓的武器／戰鬥系統操作官（後來被正式命名為武器系統軍官）。由於一開始的雙駕駛員配置，所有的空軍F-4都保留了後座艙的飛行操作功能。

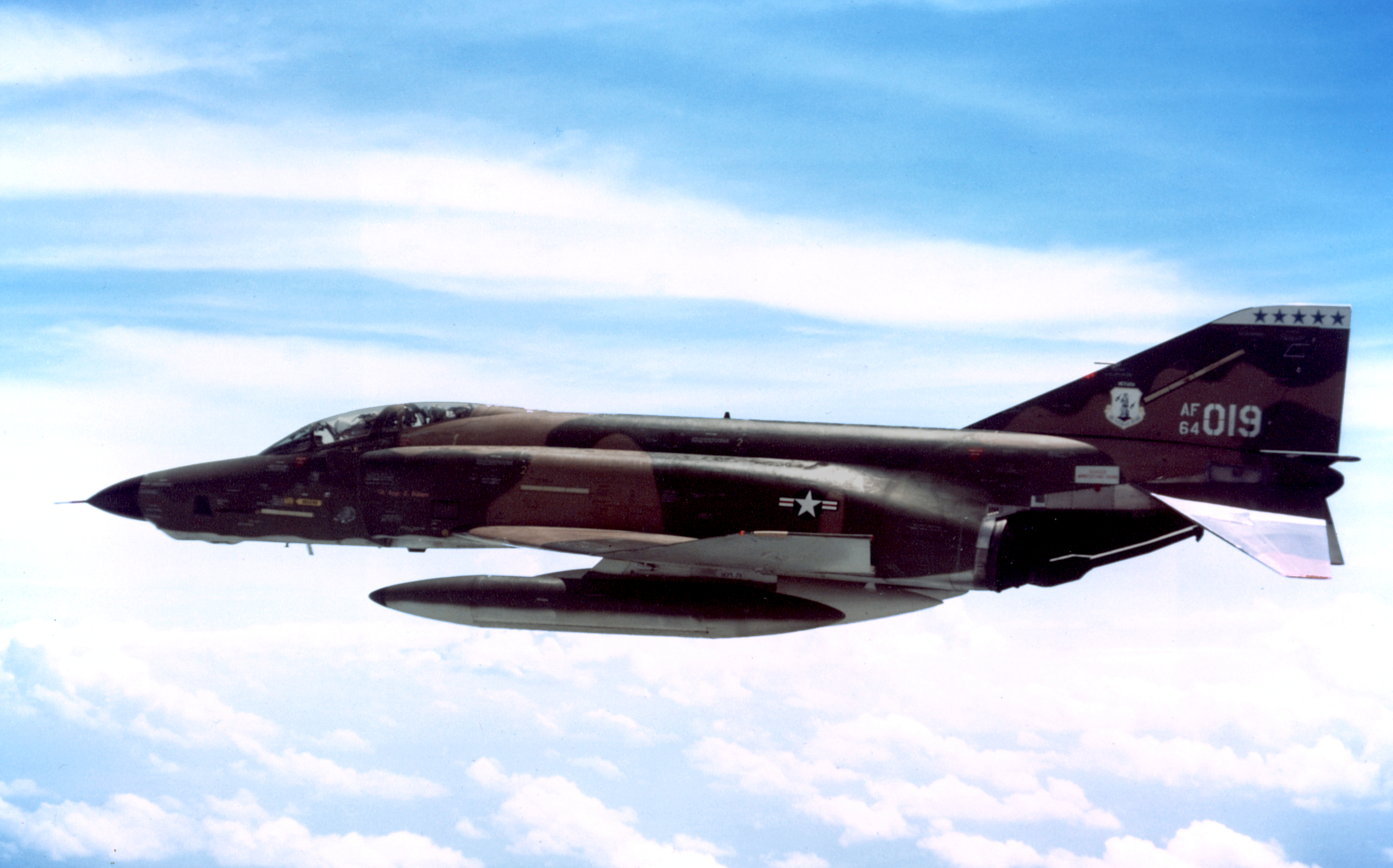
1968年8月，一架掛載了副油箱的RF-4C-21-MC（空軍序列號64-1019）正在飛行。該機屬於內華達空軍國民警衛隊的第192戰術偵察聯隊，於1982年1月27日退役並移交給空軍退役飛機維護中心

1965年7月10日，臨時派駐越南的美國空軍第45戰術戰鬥機中隊的F-4C取得了越戰期間的第一場空戰勝利，用AIM-9響尾蛇導彈擊落了北越空軍的米格-17戰鬥機。1965年7月24日，該中隊的另一架F-4C成為越南戰爭期間被地對空導彈擊落的第一架美國飛機。1966年10月5日，第8戰術戰鬥機聯隊的一架F-4C被北越空軍的米格-21戰鬥機擊落，成為第一架被空對空導彈擊落的美國噴氣式飛機。
早期的鬼怪式飛機曾一度出現機翼油箱漏油的問題，為此每次飛行之後都要重新封閉機翼油箱。在例行檢修中，有85架飛機被發現機翼肋骨和縱梁出現裂痕。出現問題的部件還包括副翼控制汽缸、電氣連接頭和引擎滅火系統。F-4的偵察衍生型RF-4C於1965年10月30日第一次投入越南戰場，進行轟炸任務之後的戰果評估。
F-4C和F-4B在飛行性能上是一樣的，最初攜帶的也是響尾蛇導彈的海軍改進型，專門為美國空軍設計的F-4D於1967年6月列裝，該型機裝備了AIM-4「獵鷹」導彈。但是這種導彈是設計用來擊落同等高度或者低空飛行的轟炸機的，其發射準備程序復雜，引導頭冷卻時間較長，在對戰鬥機空戰中表現出很大的劣勢。1968年初，經過「快速鉚釘」改裝計劃之後，F-4D改為使用響尾蛇導彈，1972年起美國空軍開始使用AIM-7E-2「纏鬥麻雀(dogfight Sparrow)」空空導彈。像越戰期間的美國飛機一樣，F-4D也安裝了地對空導彈預警天線，以對抗北越裝備的蘇制薩姆-2地空導彈。
從鬼怪式戰鬥機部署在東南亞開始，該機的任務就不僅局限於奪取制空權，還大量對在地面作戰的南越軍部隊提供空中火力支援，以及對老撾和北越的轟炸。由於F-105「雷公」攻擊機在1965年到1968年間的嚴重損失，F-4需要執行的對地攻擊任務原來越多。到1970年11月F-105退出越南戰場之後，F-4成為美國空軍在越南戰場上主要的對地攻擊機種。1972年10月，第一個EF-4C中隊被臨時部署到泰國。該機編號中的字母「E」後來被撤銷，改稱為F-4C。

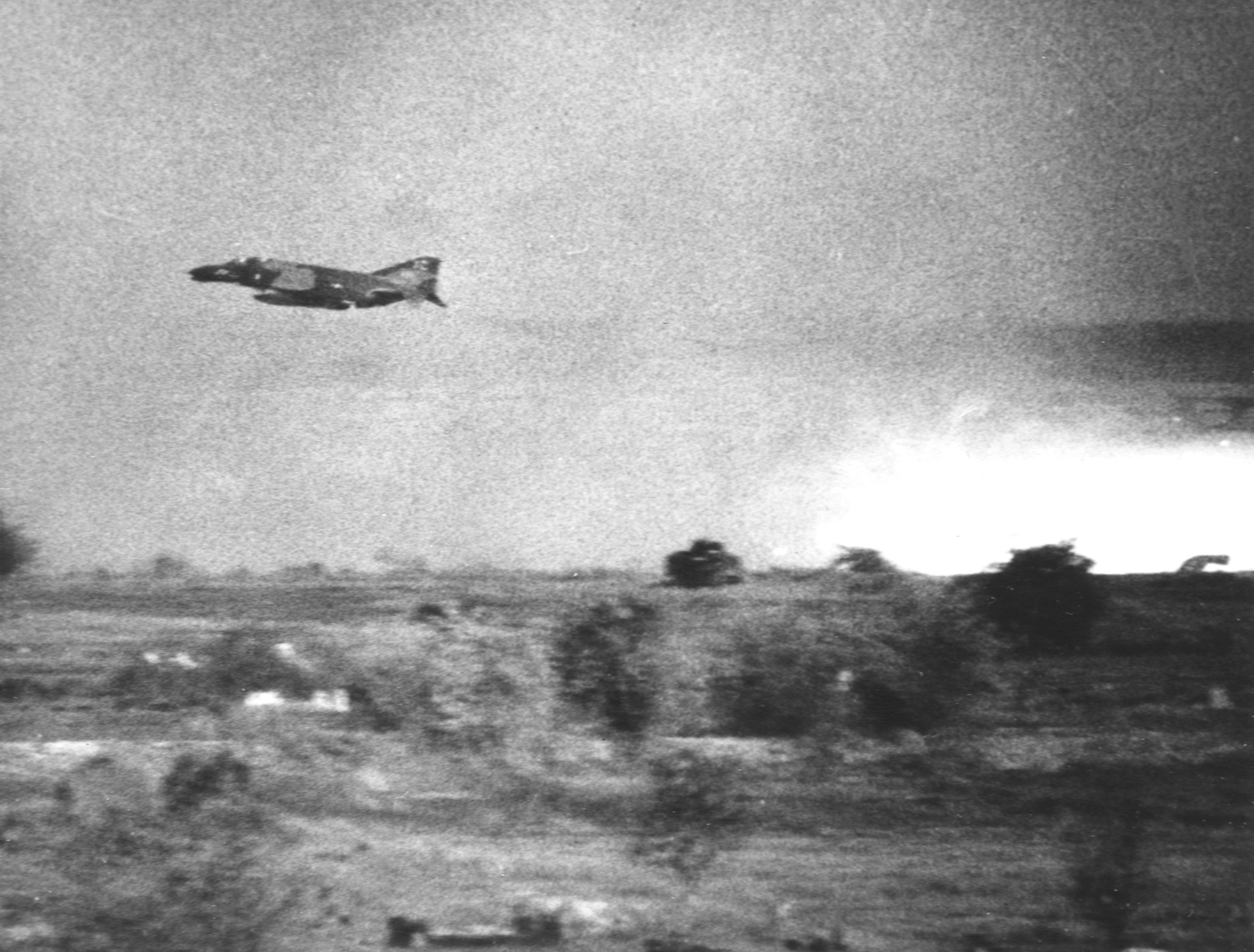
美國空軍第557戰術戰鬥機中隊的F-4C戰鬥機為南越陸軍的裝甲車提供密接空中支援（CAS），攝於1969年4月

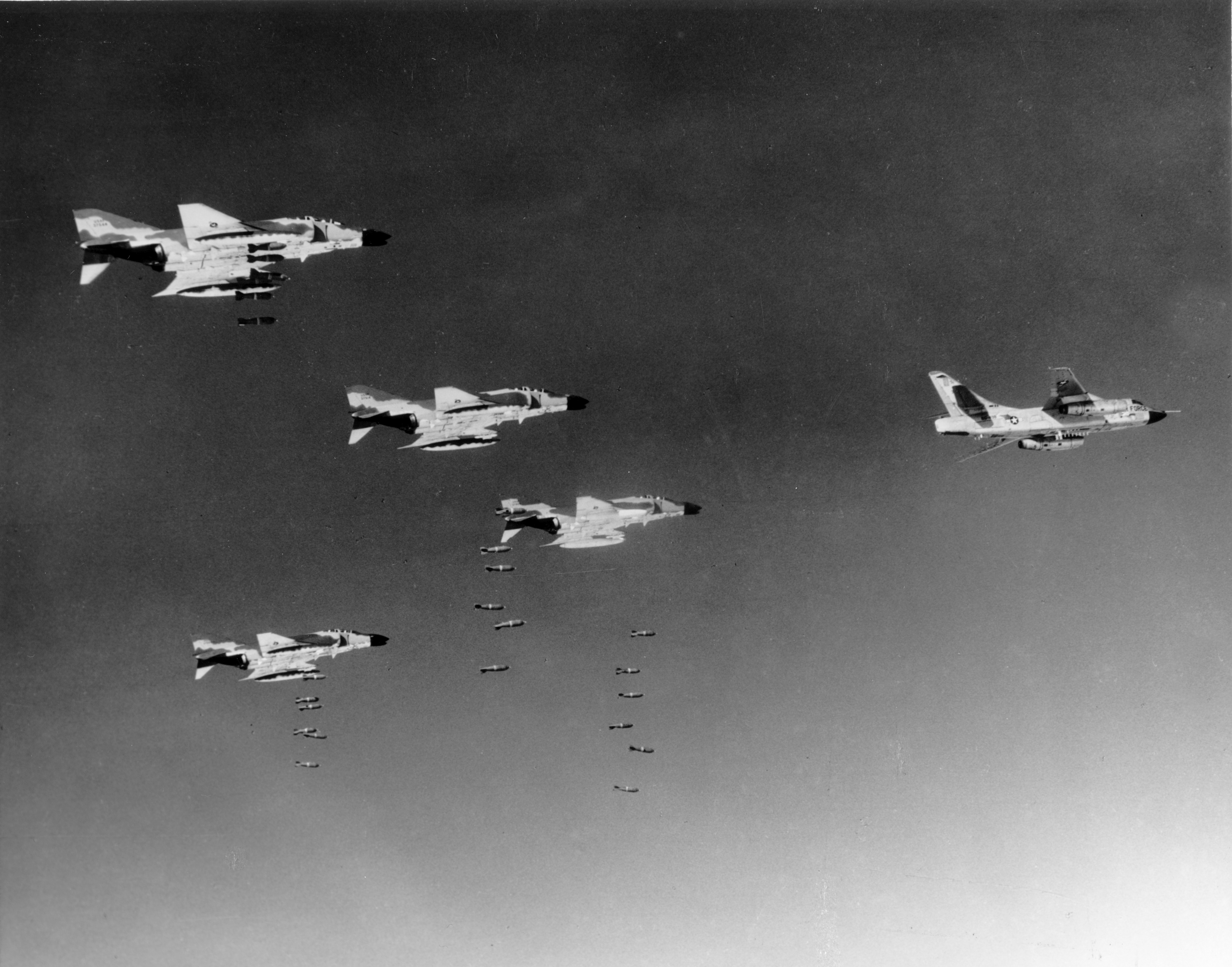
美國空軍第366戰術戰鬥機聯隊的F-4C戰鬥機在RB-66的導引下於北越上空投下750磅炸彈

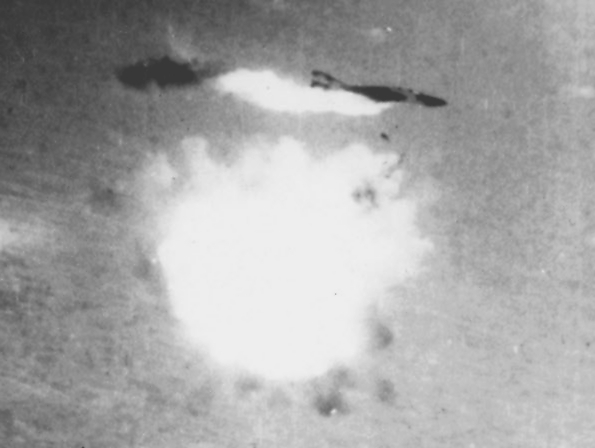
美國空軍第11戰術偵察機中隊的RF-4C偵察機（65-0882）在北越河內上空被S-75飛彈擊中，兩名上尉飛行員彈射跳傘後被俘，1967年8月12日

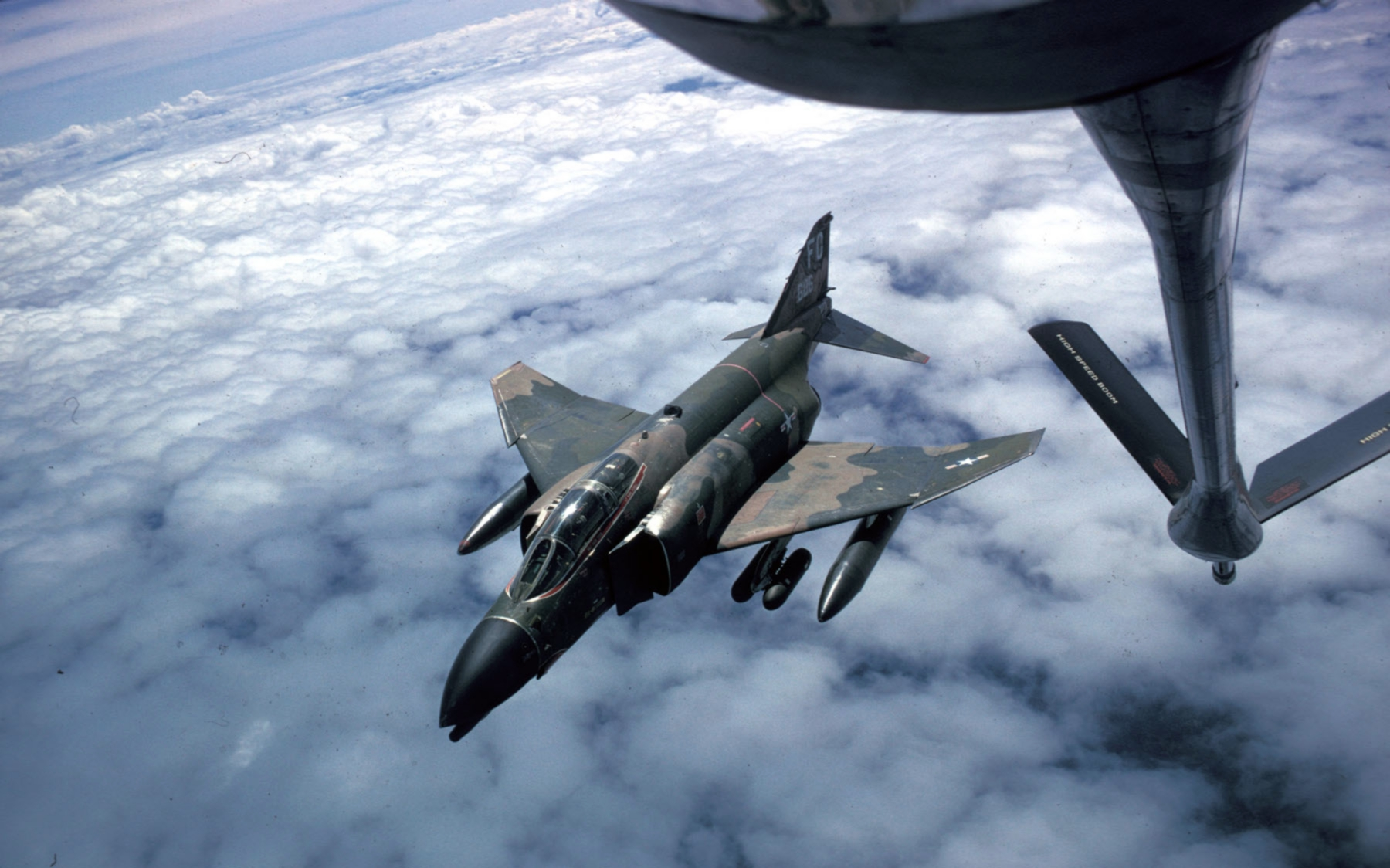
美國空軍第8戰術戰鬥機聯隊的F-4D戰鬥機在南越上空進行空中加油

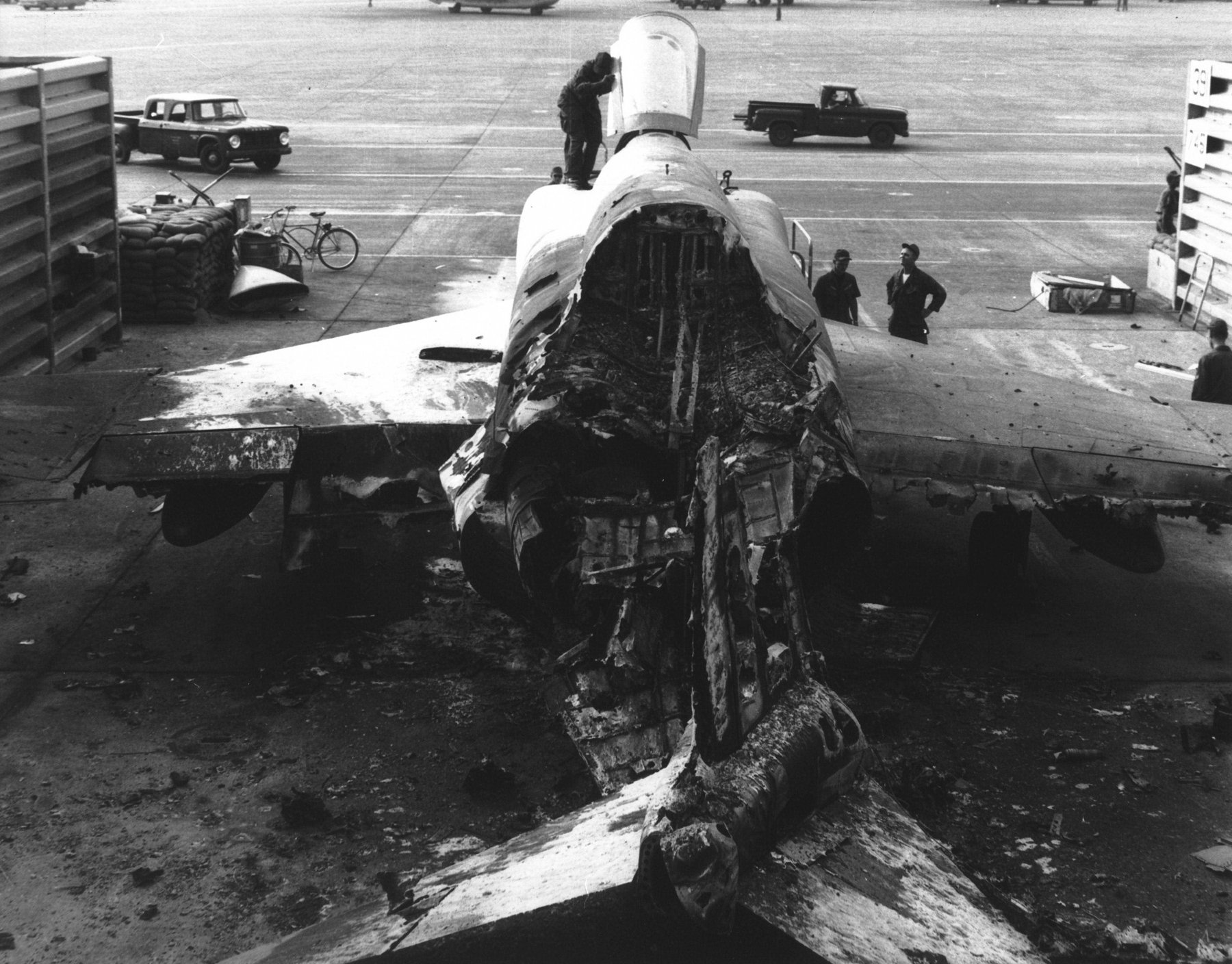
越戰期間，美國空軍RF-4C於1968年北越發動春節攻勢期間摧毀，攝於新山一空軍基地

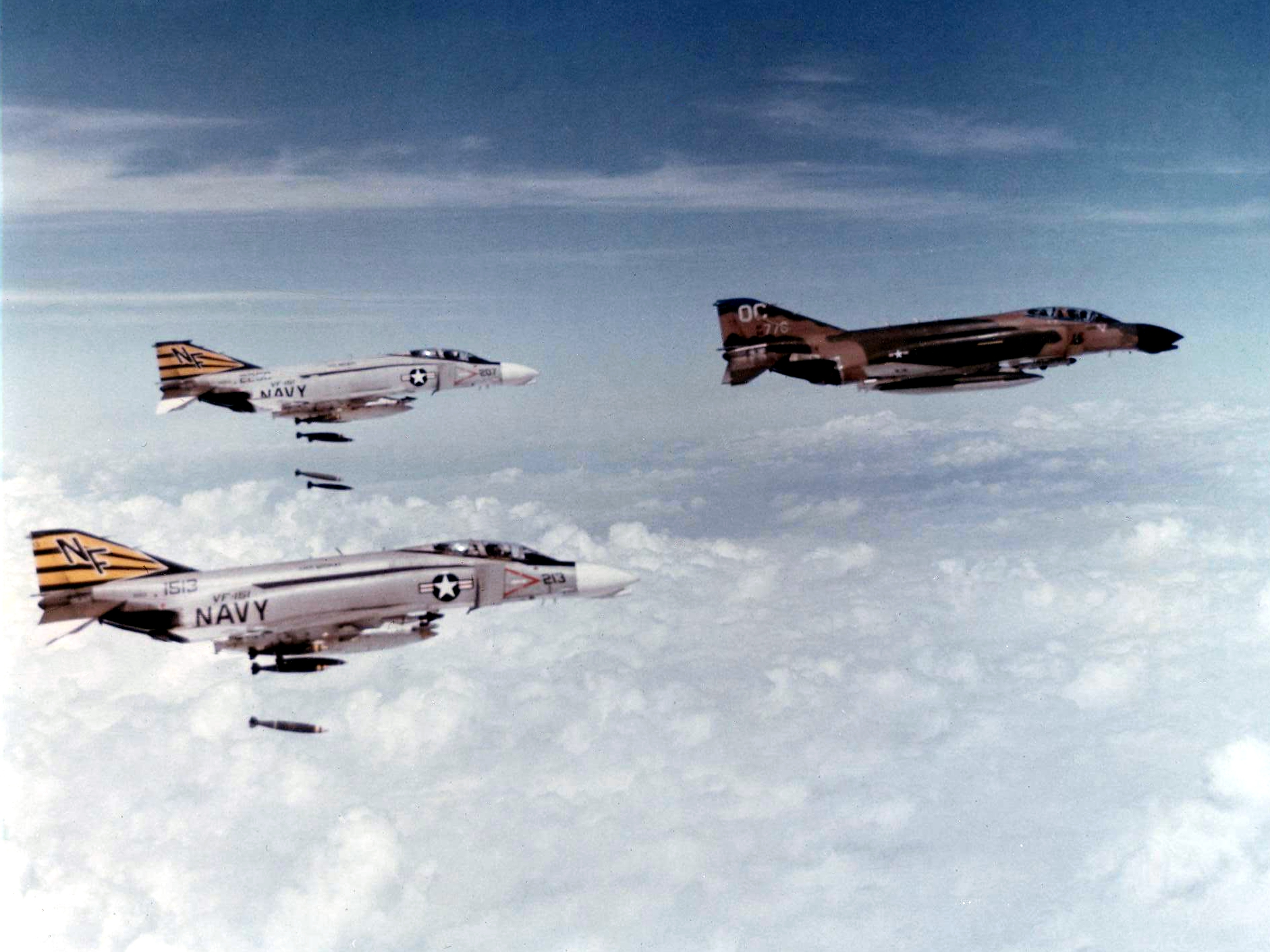
美國空軍第13戰術戰鬥機中隊的F-4D與美國海軍第151戰鬥機中隊的F-4B轟炸北越，攝於1971年

1965年到1973年期間，美國空軍在越南戰場長期部署有16個鬼怪式戰鬥機中隊，臨時派駐到該地區的其他鬼怪式中隊有17個之多。在1972年，部署在該區域的鬼怪式飛機數目達到了頂峰，一共在泰國部署了353架。越戰期間，美國空軍一共損失了445架鬼怪式戰鬥轟炸機，其中370架是在戰鬥中損失，在北越控制區上空損失的鬼怪式戰鬥機共有193架。在戰鬥損失的鬼怪式中，33架被米格式戰鬥機擊落，30架被地空導彈擊落，307架被地面防空火力擊落。
RF-4C共部署了四個中隊，共計戰損83架，其中72架是在戰鬥中損失的（被地空導彈擊落7架，被地面防空火力擊落65架）。在北越控制區上空損失的RF-4C為38架。到越戰結束時，美國空軍一共損失了528架F-4和RF-4C，加上海軍／海軍陸戰隊損失的233架，在越戰期間損失的各型鬼怪式飛機總計有761架。

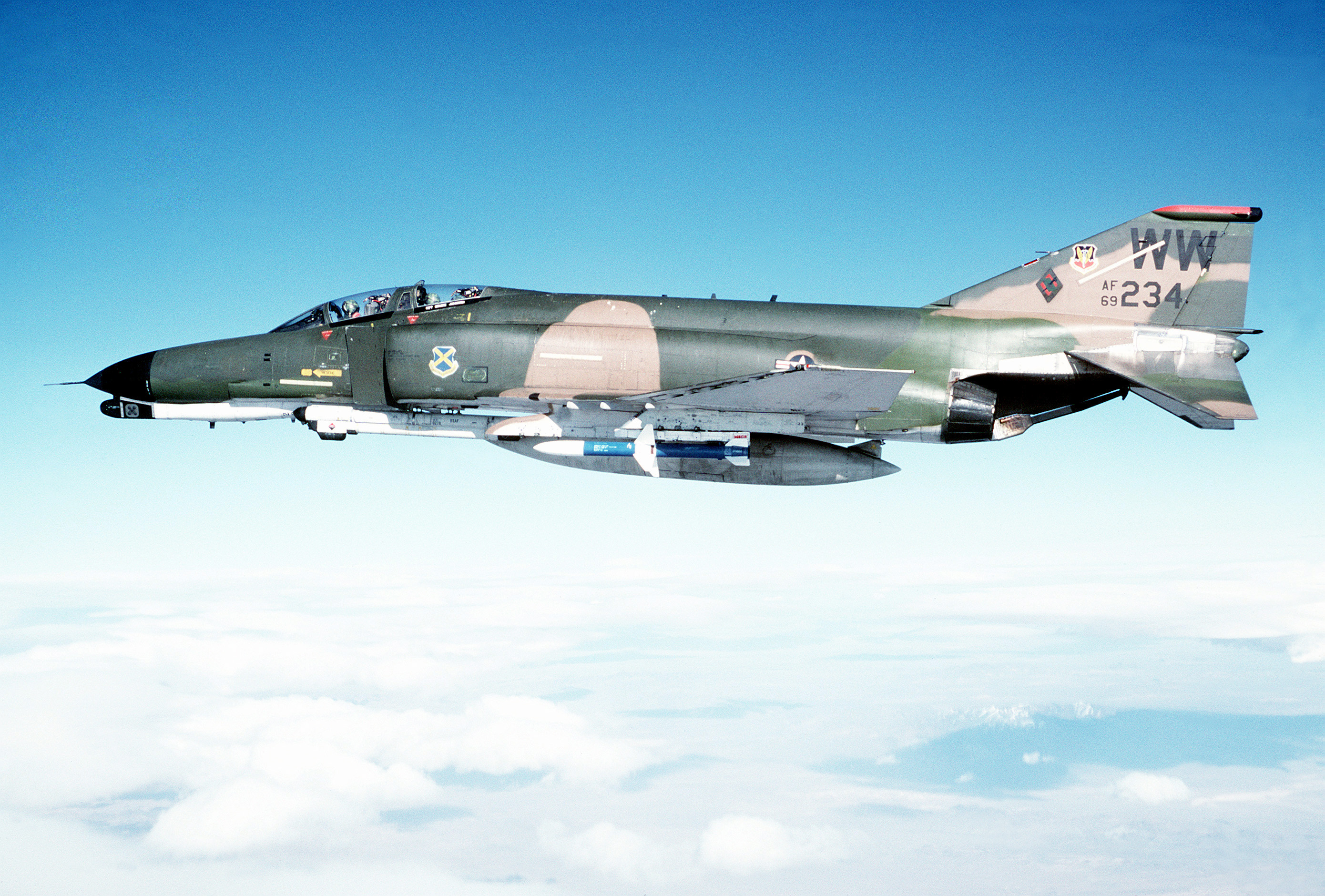
一架升級為F-4G規格的F-4E-43-MC野鼬鼠（空軍序列號69-7234），掛載AGM-45百舌鸟导弹。該機屬於佐治亞航空國民警衛隊第37戰術戰鬥機聯隊，1982年4月攝於加利福尼亞州

1972年8月28日，史蒂夫·史蒂夫·里奇上尉成為越戰期間美國空軍首名王牌飛行員。1972年9月9日，武器官查理·B·德貝勒夫上尉成為越戰期間擊落敵機數最多的王牌飛行員，一共擊落敵機六架。1972年10月13日，上尉武器官傑弗里·范斯坦成為越戰期間最後一名取得王牌飛行員稱號的美國空軍飛行員。在返回美國本土後，德貝勒夫和范斯坦執教於飛行學校，仍舊駕駛F-4。美國空軍宣稱，在東南亞用F-4共擊落了107.5架米格式戰鬥機（用響尾蛇導彈擊落31架，用獵鷹導彈擊落5架，用機炮擊落15.5架，用其他戰術擊落6架。

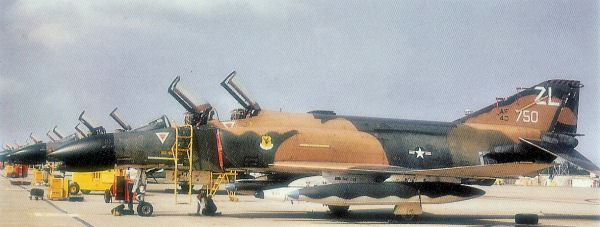
美國空軍第18戰術戰鬥機聯隊美國空軍第44戰術戰鬥機中隊派駐於台灣台中清泉崗基地的F-4C戰鬥機（64-0750），攝於1973年10月2日

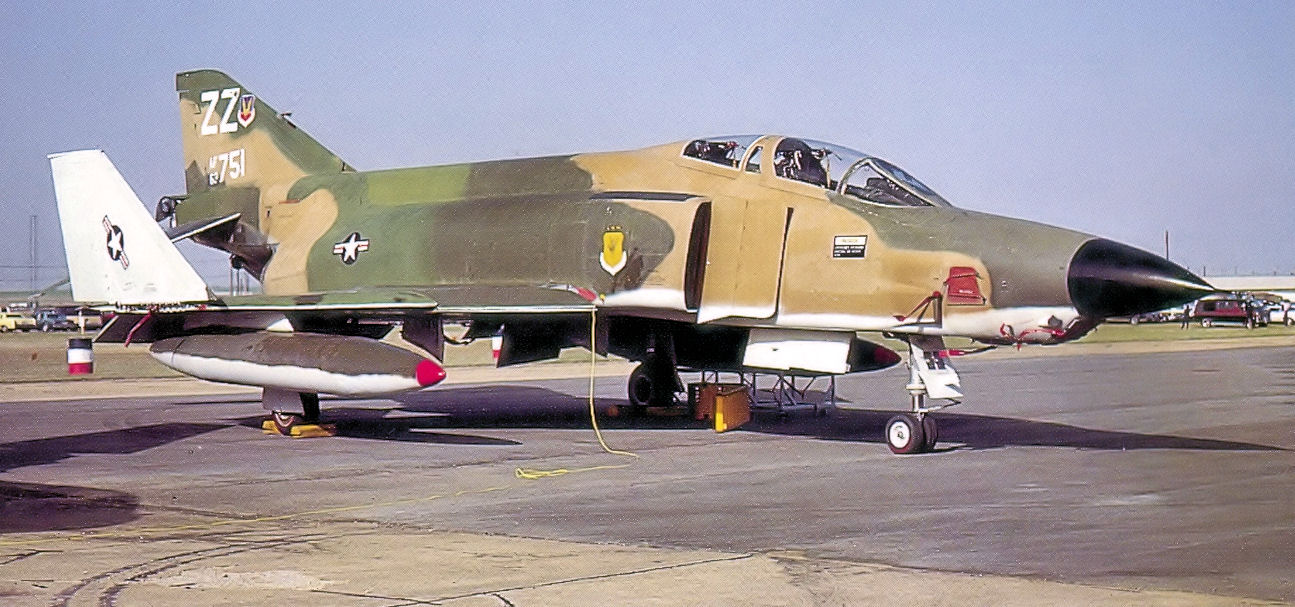
美國空軍第18戰術戰鬥機聯隊第15戰術偵察機中隊的RF-4C（63-7751），於沖繩嘉手納空軍基地，1975年

1972年1月31日，伊利諾伊航空國民警衛隊第183戰術戰鬥機聯隊的170戰術戰鬥機中隊成為第一個換裝鬼怪式戰鬥機的航空國民警衛隊單位。F-4在航空國民警衛隊中服役到1990年3月31日，然後被F-16「戰隼」式戰鬥機代替。

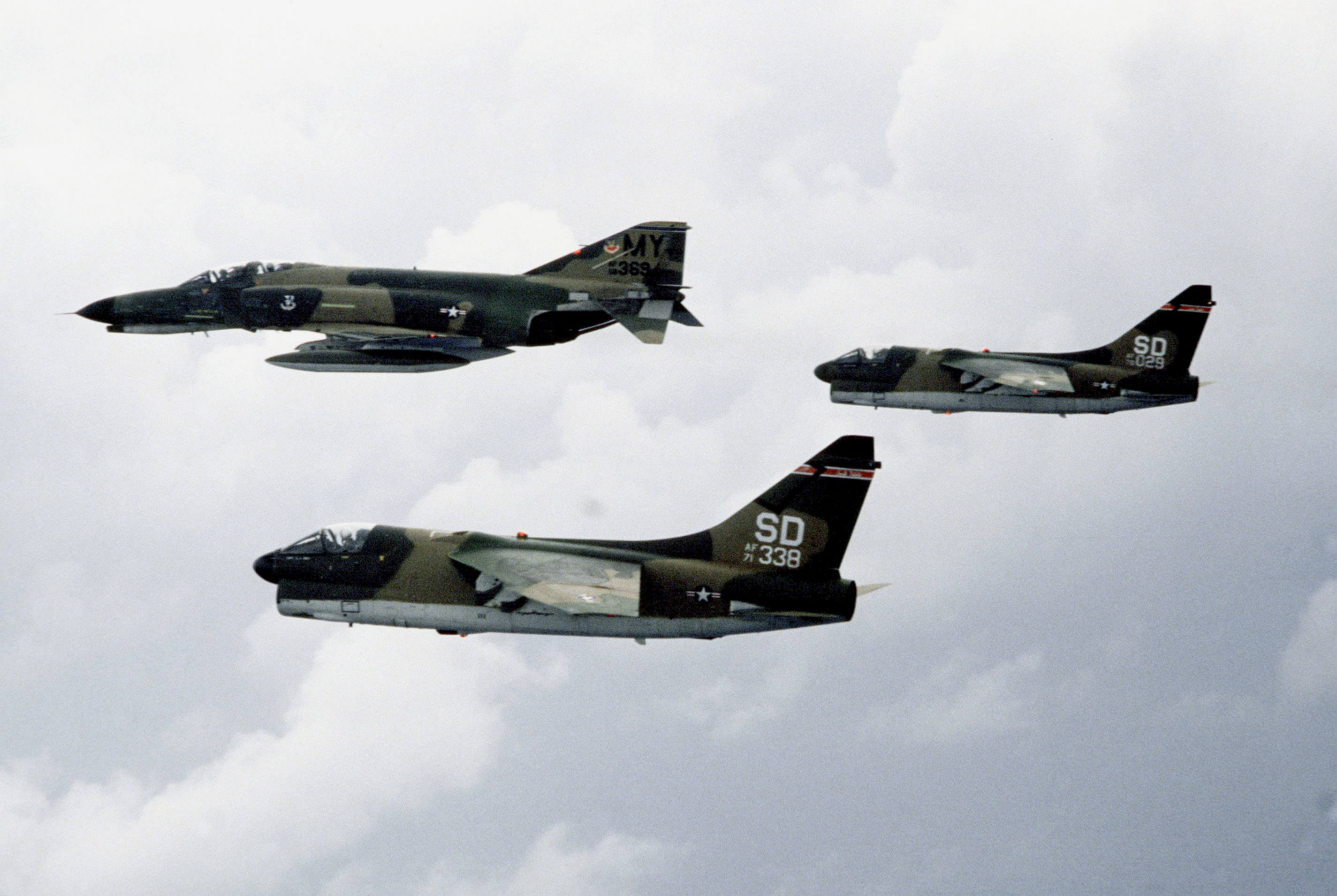
美國空軍第347戰術戰鬥機聯隊的F-4E（68-0369）與第175戰術戰鬥機中隊的A-7攻擊機，於巴拿馬運河區上空編隊飛行，攝於1979年4月14日

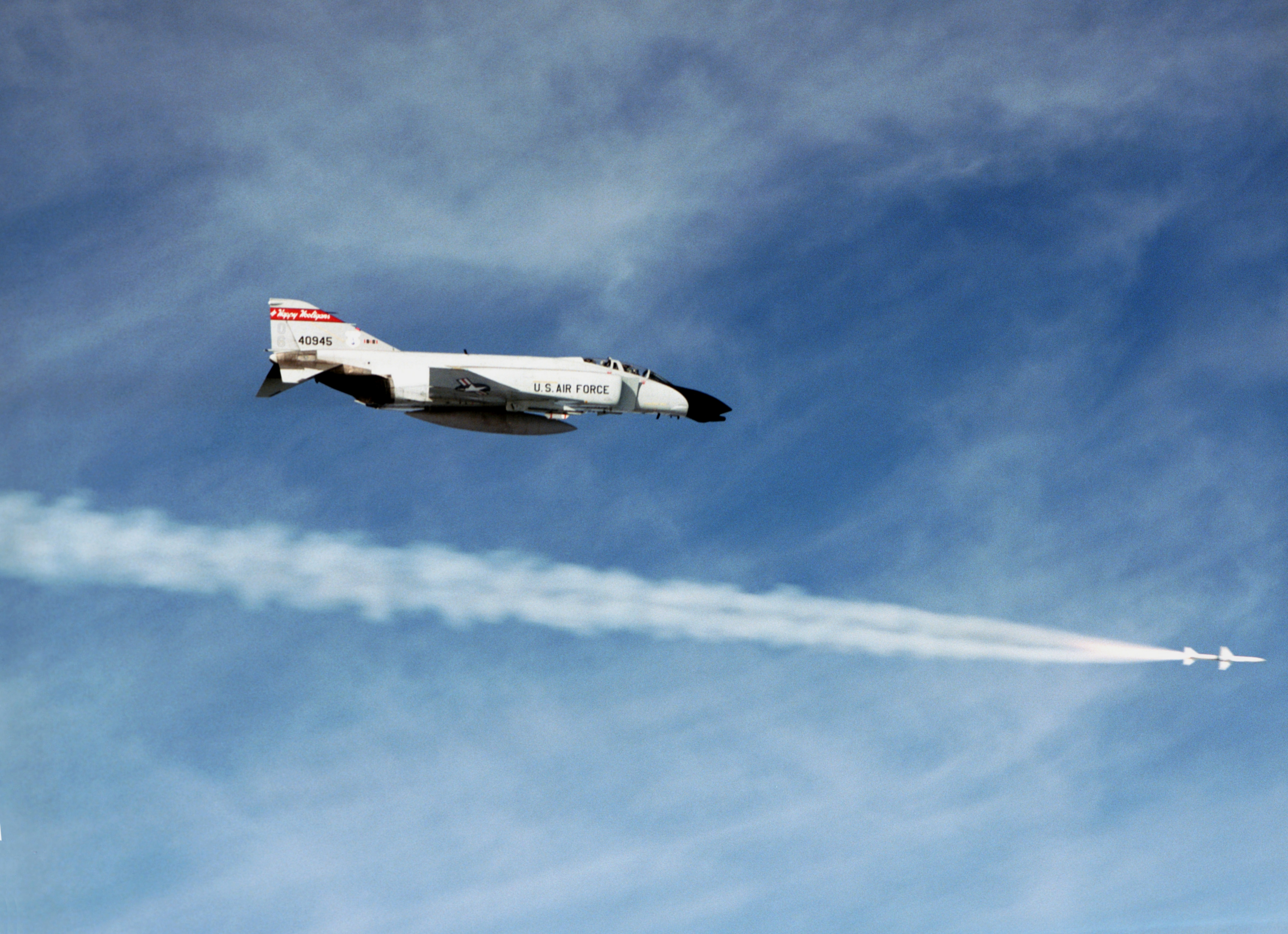
北達科他州空軍國民警衛隊，第119戰鬥-攔截機大隊的F-4D（64-0945）發射AIM-7麻雀飛彈，攝於1983年

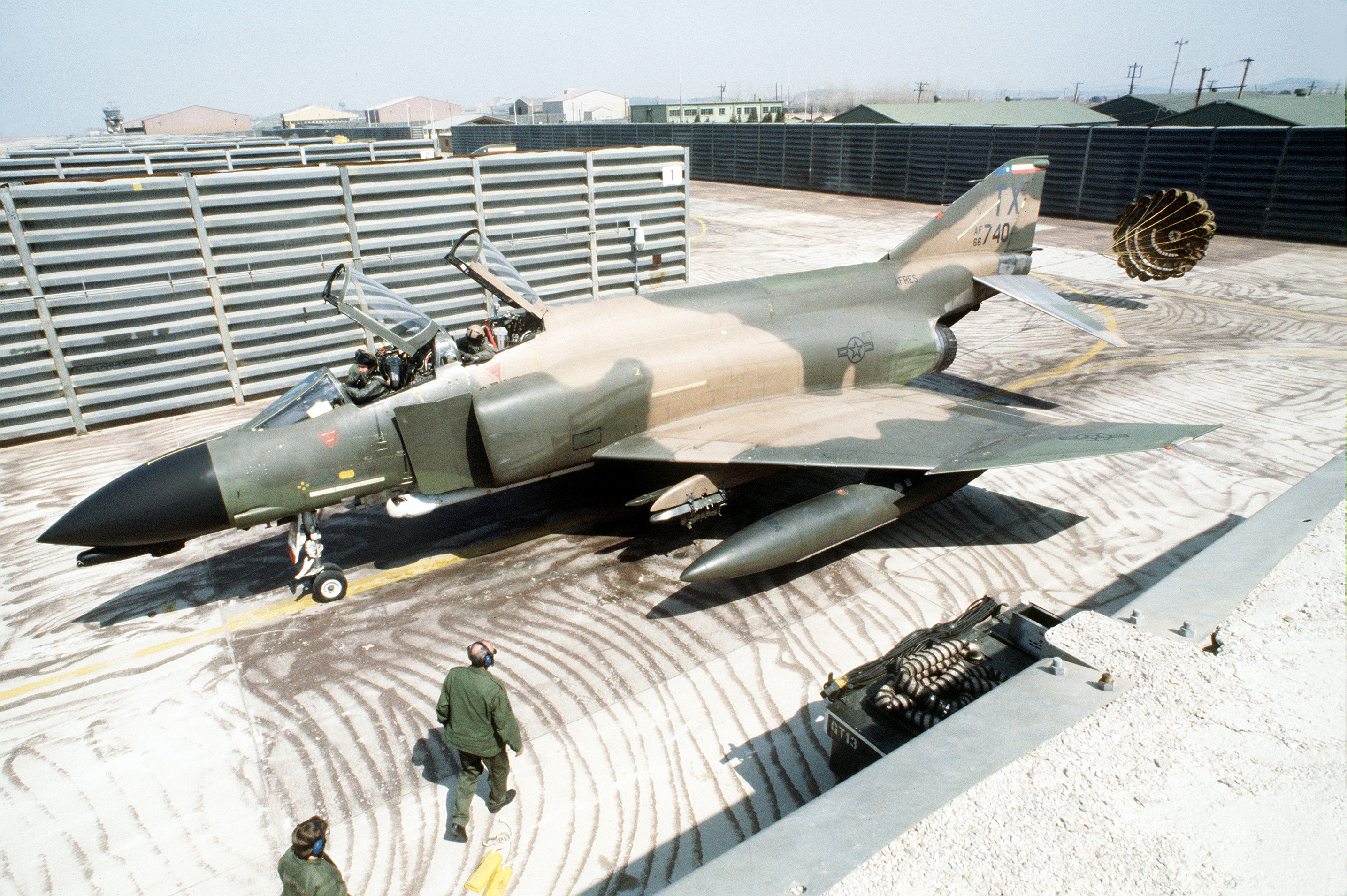
美國空軍第924戰術戰鬥機大隊部署在韓國群山空軍基地的F-4D戰鬥機，攝於1985年3月1日

1990年8月15日，24架F-4G野鼬鼠和6架RF-4C被部署到巴林的塞克·以撒空軍基地，參加第一次海灣戰爭。因為在當時的美國空軍中，F-4G是唯一一種能夠有效壓制敵方防空武器的現役戰機。另一種電子戰飛機EF-111A「渡鴉」缺乏攜帶AGM-88「哈姆」反輻射導彈的能力，而且RF-4C也是當時唯一一種裝備了KS-127超遠程光學照相機的飛機。在開戰之前，RF-4C幾乎每天都起飛執行偵察任務，一架因為機械故障墜毀，一架F-4G被伊拉克防空火力擊中油箱，因燃油耗盡而在己方空軍基地附近墜毀。美國空軍中最後一批鬼怪式飛機是561戰鬥機中隊的F-4G野鼬鼠，它們於1996年3月26日退役。F-4G的最後一次任務飛行是在1996年4月，由愛達荷航空國民警衛隊第196戰鬥機中隊的麥克·韋伯少校和加裡·利德少校完成
。和海軍一樣，空軍也保留了一些QF-4作為無人靶機，部署在第82航空靶機中隊，該機在2016年12月21日於霍洛曼空軍基地 (新墨西哥州)進行最後一次四機飛行後正式退役，其餘QF-4無人靶機也於2017年1月1日之後停用除役。

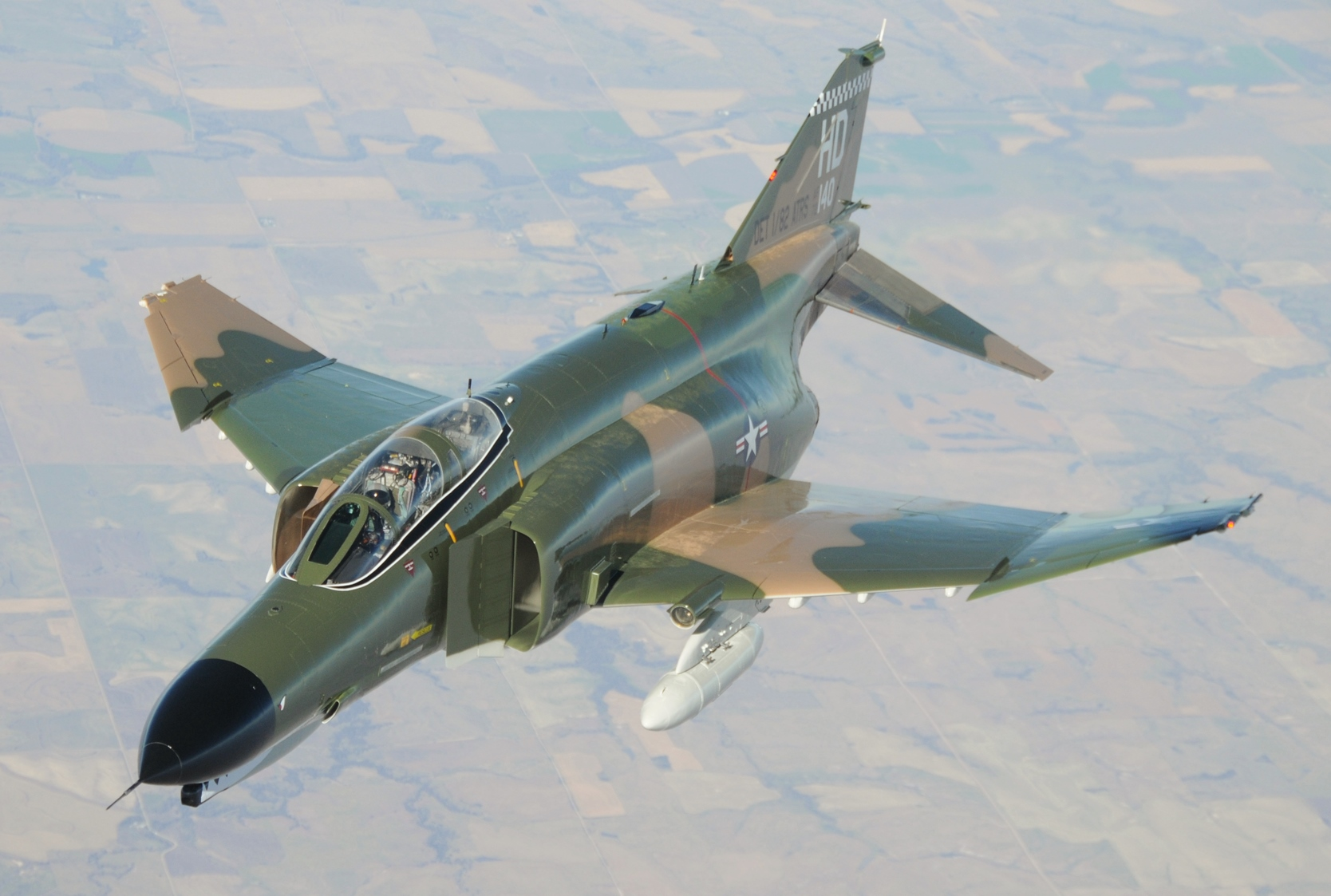
美國空軍QF-4靶機於霍洛曼空軍基地 (新墨西哥州)上空飛行,攝於2008年11月18日

## 其他使用國家
F-4還出口到多個國家，包括澳大利亞、埃及、德國、英國、希臘、伊朗、以色列、日本、西班牙、韓國和土耳其。
|          |                                 |                                                     |                           |                  |
|          | 接收數目                        | 2001年在役                                          | 2008年在役                | 2024年在役       |
| 澳大利亞 | 24架F-4E                        | 無（返還給美國）                                    | 無                        |                  |
| 埃及     | 45架F-4E                        | 30架F-4E                                            | 34架                      |                  |
| 德國     | 88架RF-4E 175架F-4F             | 145架F-4F （110架升級為ICE規格）                    | 59架                      |                  |
| 希臘     | 121架F-4E和RF-4E                | 62架F-4E和RF-4E （39架升級為Peace Icarus 2000規格） | 53架                      |                  |
| 伊朗     | 32架F-4D 177架F-4E 16架RF-4E    | 15架F-4D 29架F-4E 3架RF-4E                          | 65架                      |                  |
| 以色列   | 274架F-4E 12架RF-4E             | 40架F-4E 53架Kurnass 2000（已退役）                 | 無                        |                  |
| 日本     | 140架F-4EJ 14架RF-4EJ           | 109架F-4EJ 12架RF-4EJ                               | 91架F-4EJ/EF-4J 26架RF-4J | 无（2020年退役） |
| 韓國     | 27架RF-4C 92架F-4D 103架F-4E    | 60架F-4D 70架F-4E 18架RF-4E                         | 138架                     | 無（2024年退役） |
| 西班牙   | 40架F-4C 18架RF-4C              | 14架RF-4C（F-4C於1989年退役）                       | 無                        |                  |
| 土耳其   | 233架F-4E和RF-4E                | 163架F-4E （54架升級為終結者2020規格） 44架RF-4E    | 165架                     |                  |
| 英國     | 15架F-4J(UK) 50架F-4K 116架F-4M | 無                                                  | 無                        |                  |

### 澳大利亞
1970到1973年間，澳洲皇家空軍在等待F-111C交貨期間，通過「和平礁」海外軍售計劃，以租賃方式預先接收了24架F-4E。在使用這些飛機時，澳大利亞空軍發現F-4更符合他們的需求，於是放棄了裝備F-111C的計劃。這些鬼怪式戰鬥機配備給了安伯利空軍基地的第1和第6中隊。

### 埃及
作為「和平法老」計劃的一部分，埃及空軍於1979年從美國空軍購買了35架二手的F-4E，以及配套的響尾蛇、麻雀和翼虎導彈，共耗資5.94億美元。1988年追加購買了7架。到九十年代末期，為了彌補損耗又追加購買了3架鬼怪式。

### 德國

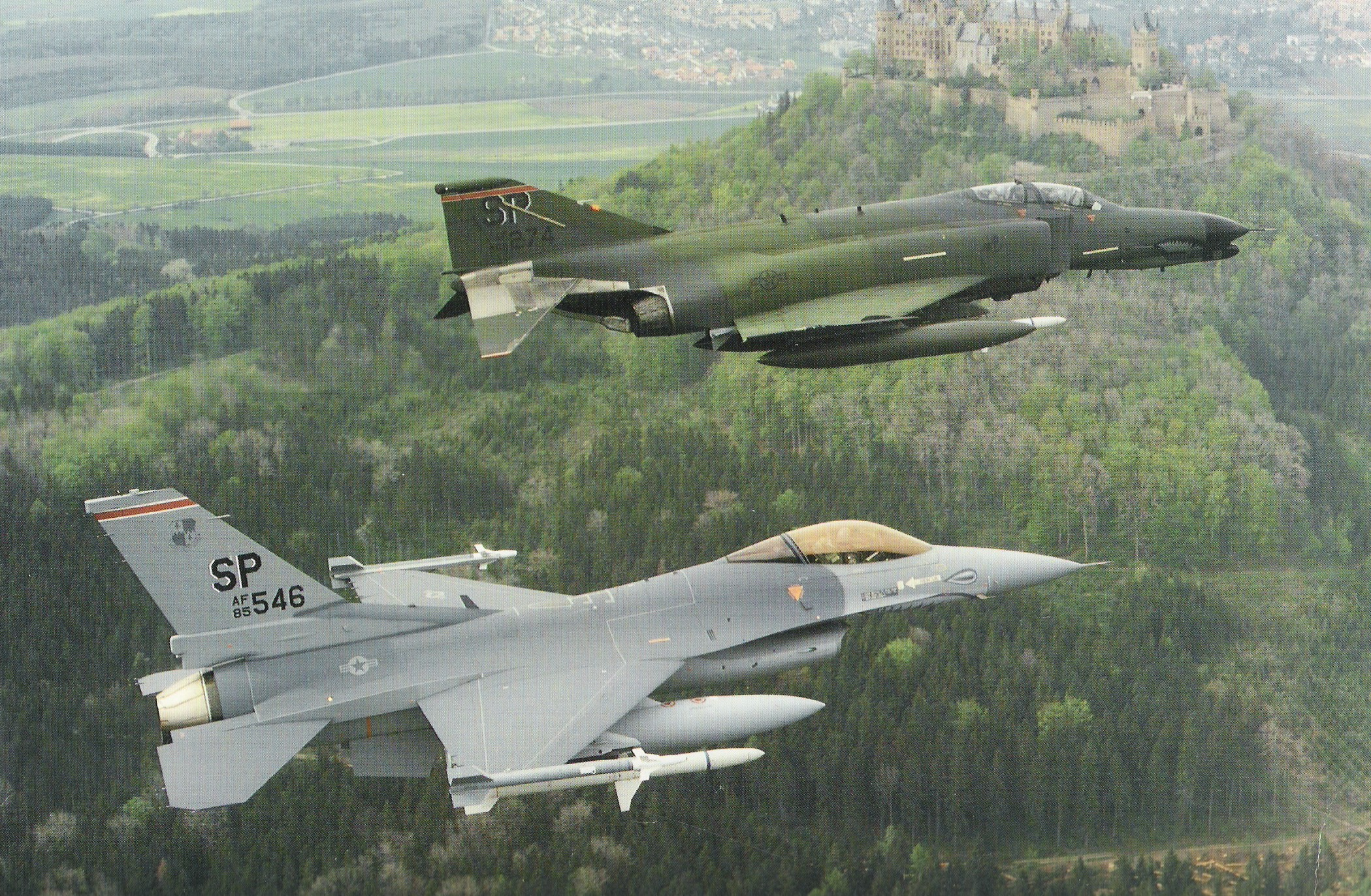
駐歐美軍F-4G和F16C在德國上空

德國聯邦國防軍空軍於1969年訂購了一批偵察型的RF-4E，首架飛機於1971年1月交付，共接收了88架。1982年，這些無武裝的RF-4E經過改裝後具備了一定的對地攻擊能力，並於1994年退役。
根據1973年的「和平幽靈」計劃，德國空軍購買了一批輕量和簡化的F-4F，並於1980年代中期通過另一項名為「和平萊茵河」的海外軍售，將LRU-1型飛控電腦整合至該批軍機上。其中24架F-4F由駐霍勒曼空軍基地的美國空軍第49戰術戰鬥機聯隊維護，用於訓練德國空軍的鬼怪式飛機空勤人員直至2002年。1975年，德國從美國獲得了10架F-4E用於人員訓練。到1990年代末，這些F-4E退役並為F-4F代替。德國於1983年啟動了ICE計劃（ICE是Improved Combat Efficiency（提升戰鬥效率）的首字母縮寫）。到1992年共對110架F-4F進行了升級。这些飞机在2013年6月29日正式退役。

### 希臘

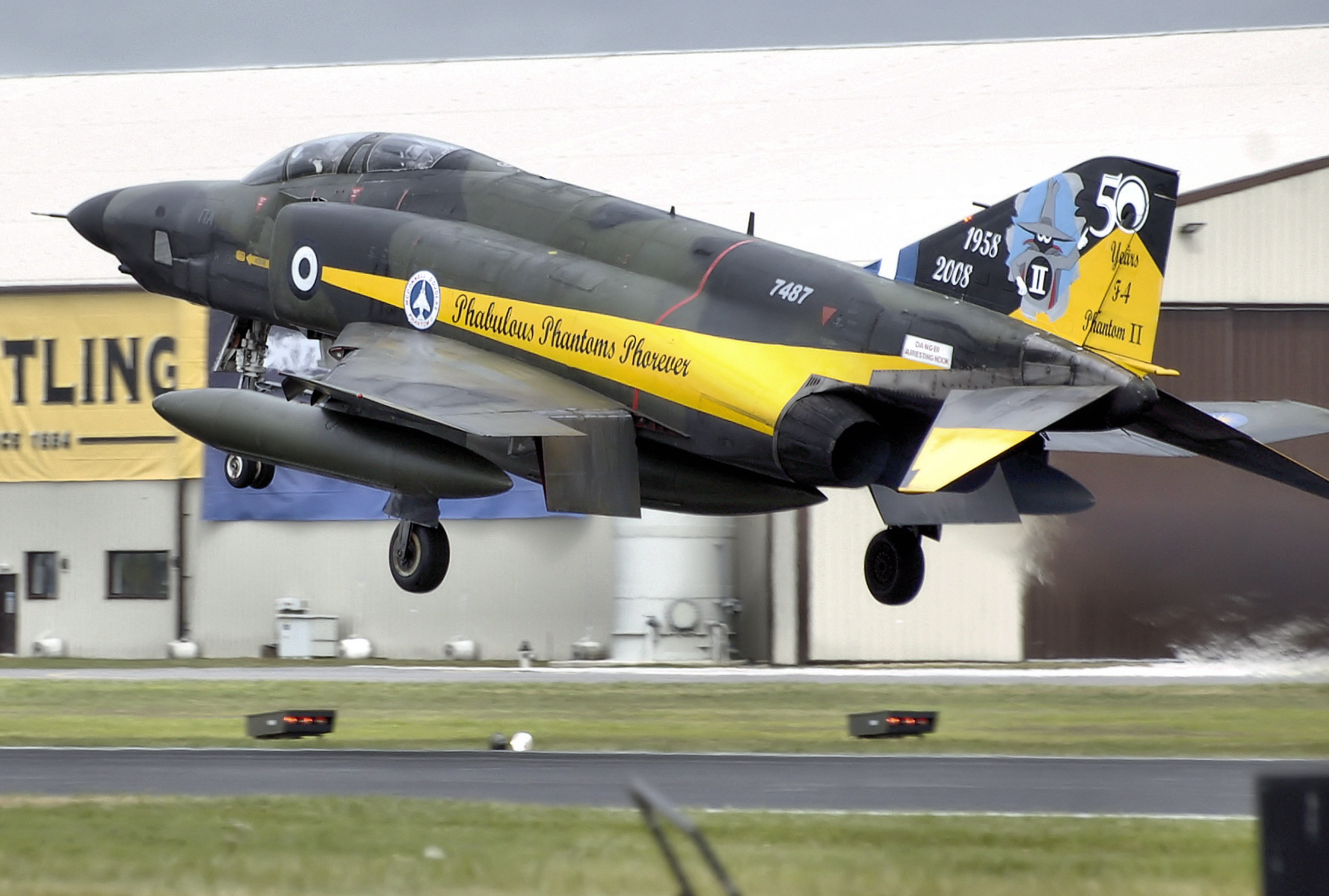
希臘空軍的F-4E-PI2000

1971年，希臘空軍訂購了一批全新的F-4E，並於1974年開始交付使用。1990年代初，希臘從德國和美國航空國民警衛隊獲得了一批二手的RF-4E和-4E  。
受到德國ICE計劃的啟發，希臘空軍決定對自己擁有的F-4進行現代化改裝，該計劃被稱為「Peace Icarus 2000」。1997年8月11日，德國戴姆勒-克萊斯勒宇航公司贏得了希臘空軍F-4的改裝合同。到2008年5月，希臘空軍共裝備有35架升級版F-4E-PI2000（部署於338和339中隊）和22架RF-4E（部署於348中隊）。

### 伊朗

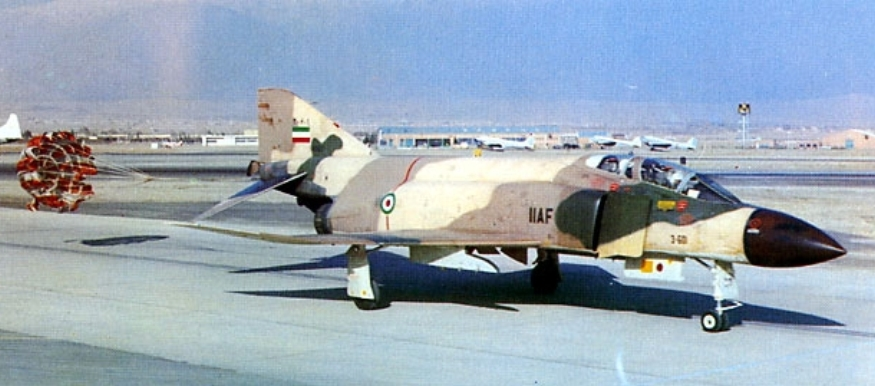
1974年伊朗空軍的F-4D

在1960到1970年代，和美國關係良好的伊朗共購買了數百架F-4D、F-4E和RF-4E。到1980年伊朗伊斯蘭革命前夕，伊朗空軍共裝備有29架F-4D，162架F-4E，17（也可能是19）架RF-4E。在1980年代的兩伊戰爭期間，伊朗空軍的F-4大批參戰，除了奪取制空權之外，還執行對地攻擊和偵察任務。雖然伊朗在伊斯蘭革命後與美國交惡，無法從美國購買F-4的零配件，但是通過本國航空工業提供的翻修和零配件生產，伊朗的部分F-4依舊在正常服役。目前對伊朗擁有的F-4數目沒有准確的數字，從12架到50架不等。

### 以色列

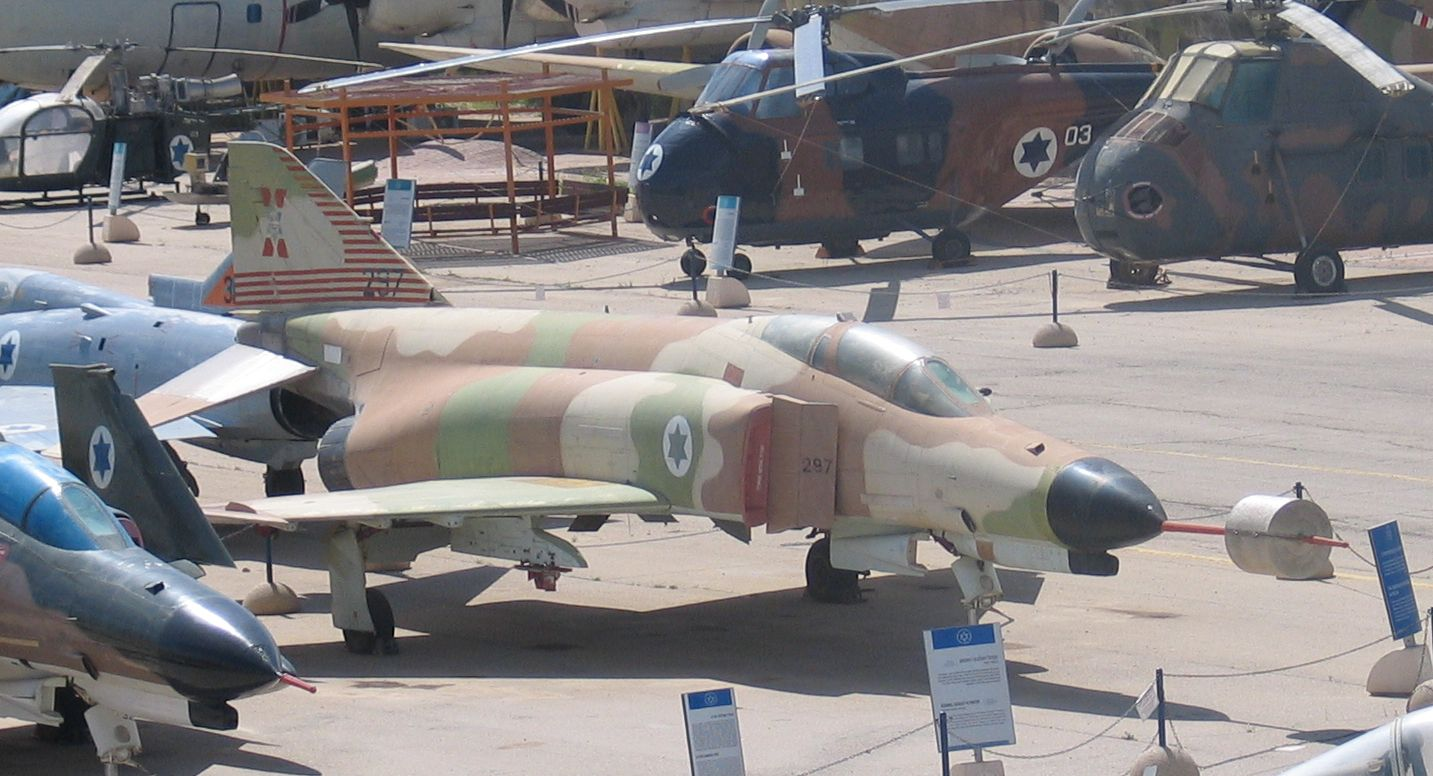
以色列F-4E

以色列空軍是鬼怪式戰鬥機最大的外國用戶，他們不僅裝備了全新和二手的鬼怪式，還部署了幾種鬼怪式的偵察衍生型號。在1969年實施的「和平回聲I」計劃中，以色列空軍獲得了第一批F-4E「Kurnass」（重錘）和RF-4E「Orev」（渡鴉）。1970年代實施的一系列計劃（包括「和平回聲II」到「和平回聲V」、「鎳草」）中，以色列空軍獲得了大批鬼怪式飛機。這些飛機之後在以色列和阿拉伯國家之間的衝突中參戰，最早一次參戰是1970年代初以色列與埃及的邊境軍事摩擦。以色列宣稱在漫長的中東戰爭和邊境摩擦中，以色列空軍的F-4共取得116個擊落戰果，F-4共戰損55架。1980年代中，以色列實施了「重錘2000」改裝計劃，顯著提升了以色列F-4戰鬥機的戰力。最後一架以色列F-4於2004年退役。

### 日本

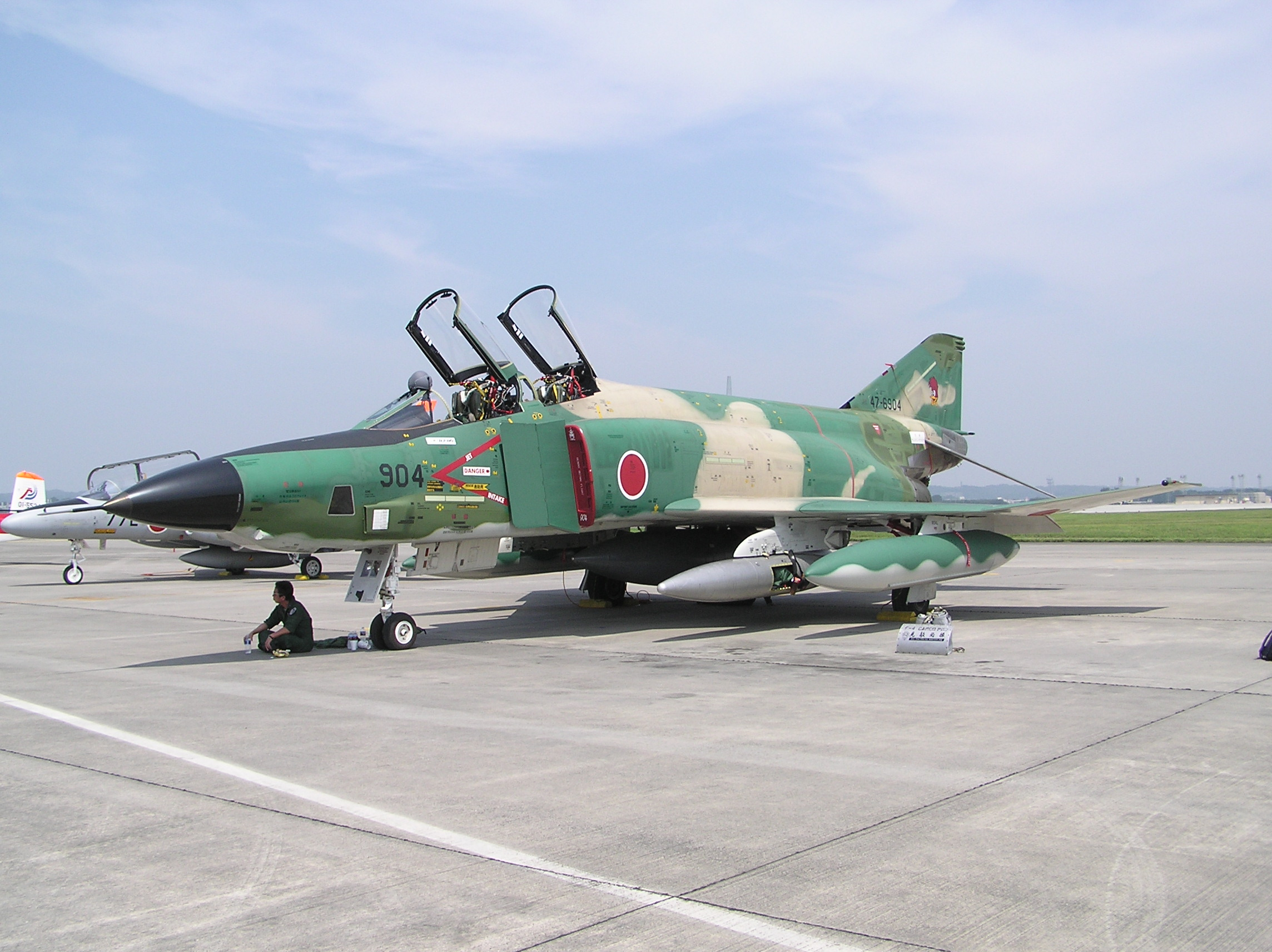
日本航空自衛隊的RF-4E

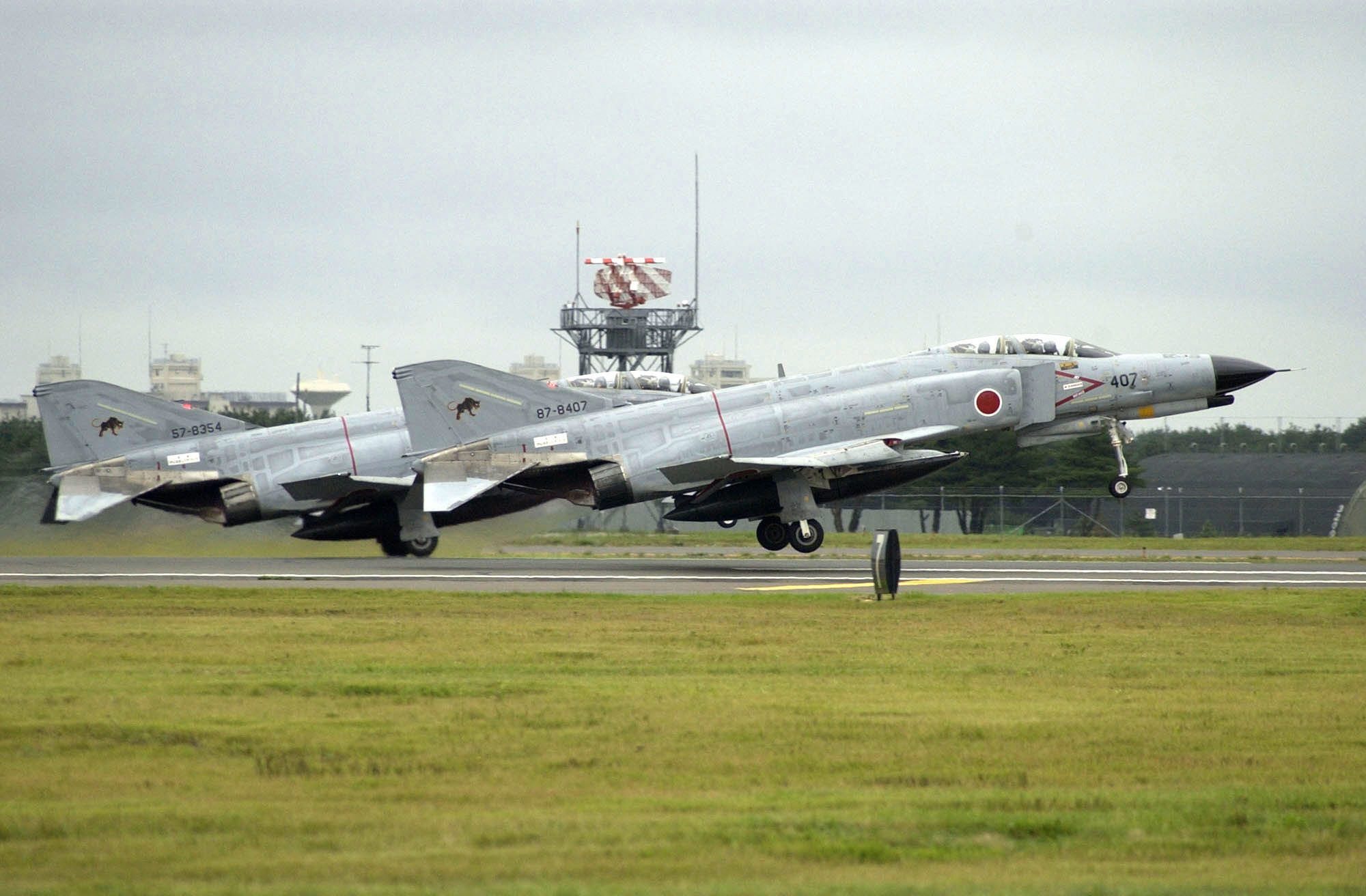
日本F-4EJ改

自1968年至1981年間，日本航空自衛隊共購買了140架F-4EJ，這批戰機原先是希望直接授權生產F-4E，但是在1967年國會中日本在野黨對防衛廳的質詢下因此日本的F-4E以「避免對周邊國家造成威脅」的理由取消了DCU-9/A核武操作裝置、AN／ASQ-91武器投放系統、AN/ARW-77空對地飛彈控制器、空中加油等能力。最初10架於美國原廠製造，三菱重工按許於1971年至1981年生產了130架F-4EJ，除此外在1974年進口14架RF-4E偵察機，日本航空自衛隊最終採購了154架F-4系列。
日本航空自衛隊原先操作F-4EJ作為空優任務，不過F-15J服役後防空用戰鬥機數量超過軍力規劃，碩大的機身無法擔任對地攻擊任務受到批評；加上1976年蘇聯國土防空軍貝倫科中尉駕機叛逃事件讓日本發覺F-4EJ雷達的低空搜索性能不足，因此在1980年之後開始進行F-4EJ延壽以及對地攻擊能力恢復研究，1984年第一架修改型F-4EJ改出廠，最後有90架F-4EJ升級為F-4EJ改（F-4EJ Kai）規格，15架F-4EJ改裝為RF-4EJ偵察機。剩下未改裝的F-4EJ分配到各空軍基地擔任拖靶以及測試用途，1999年時12架F-4EJ在小牧基地進行簡易封存，目前仍在使用的F-4EJ僅剩1架，配屬於飛行開發實驗團。
2007年後，日本航空自衛隊F-4EJ改的任務逐漸由F-2戰鬥機取代，但F-2產量不足，因此部份空缺將用下一代戰鬥機（F-X）代替，可能的選擇包括歐洲戰鬥機、陣風式戰鬥機、F-15FX、F-22、F-18E/F等，但是日本屬意的F-22美國不願出售，因此直到2009年F-X計畫尚未決標。後繼無機的F-4EJ改有可能繼續延壽服役；至於RF-4部隊因為部份機隊已除役因此縮小規模，後繼機將等F-X計畫決標後以剩餘的F-15J進行改裝。
2011年12月20日，日本政府召開安全保障會議和內閣會議，決定以F-35汰換航空自衛隊老舊的F-4EJ改「幽靈二式」戰鬥機，作為下一代主力戰機。防衛省將於2012年度預算編列採購經費，期望美國能在2016年交機。防衛省起初將F-35、美國波音公司F/A-18「超級大黃蜂式」戰鬥機與歐洲「颱風式」戰鬥機作為下一代主力戰機候選機種，而一如預期，匿蹤性能出色、與自衛隊現有戰機在資訊分享方面匹配的F-35終於出線。2020年11月20日，日本航空自卫队最后一架F-4幽靈II戰鬥機退出现役。

### 韓國

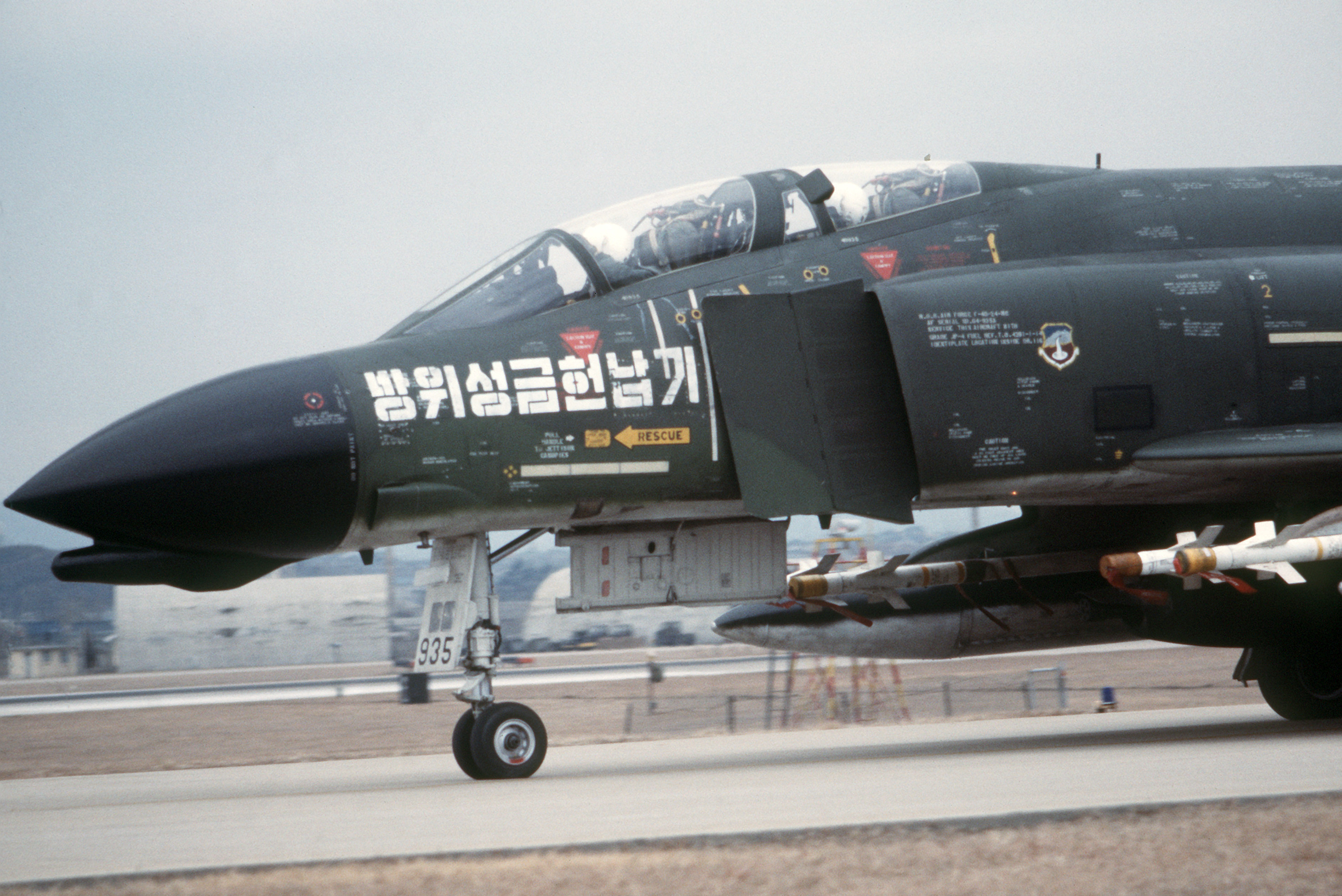
韓國F-4D(1979年)

1968年的「和平旁觀者」計劃韓國空軍向美國要求購買18架F-4D，在1969年8月韓國空軍接收第一批4架F-4D，隨後韓國要求第二批18架F-4D，美國答應後要求南韓將F-5A/B軍援南越，美國則將駐韓美軍的F-4D轉移給韓國空軍，隨後韓方依序接收美軍的二手F-4D，到1988年4月時接收了92架。
1978年美韓兩國簽訂的「和平旁觀者II」計劃中，韓國空軍開始接收美軍全新及二手的F-4E，最後總共接收了103架F-4E（其中37架新造機）；1990年美軍460戰術偵察航空群解散後，韓國軍順道接收了12架RF-4C，最後韓國總共接收203架F-4系列。1990年代韓國一度規劃將100架左右的F-4機隊現代化升級為F-4 ICE，但因為美國授權韓國生產F-16C/D系列，在預算排擠效應下計畫取消。
韓國空軍曾保有6個F-4中隊，包括大邱基地2個F-4D中隊、清州基地3個F-4E中隊、水原基地的RF-4C偵察中隊。大邱基地的F-4機隊後來由F-15K取代，而F-4E與RF-4J則曾進行延壽計畫，一直服役至2024年為止。
南韓軍方2024年3月起為F-4E機隊完成告別巡演後，南韓空軍於在2024年6月7日為其舉辦退役典禮，正式結束該型機在朝鮮半島的55年服役生涯，其角色會由KF-21戰機取代。

### 西班牙
藉由1971年的「和平阿爾法」計劃，西班牙從美國空軍獲得了一批二手的F-4C。西班牙空軍把F-4C定名為C.12，該機於1989年退役。在同一時期，西班牙空軍還從美國空軍獲得了一批二手的RF-4C，定名為CR.12。在1995到1996年期間，這些飛機進行了電子設備升級，並於2002年退役。

### 土耳其

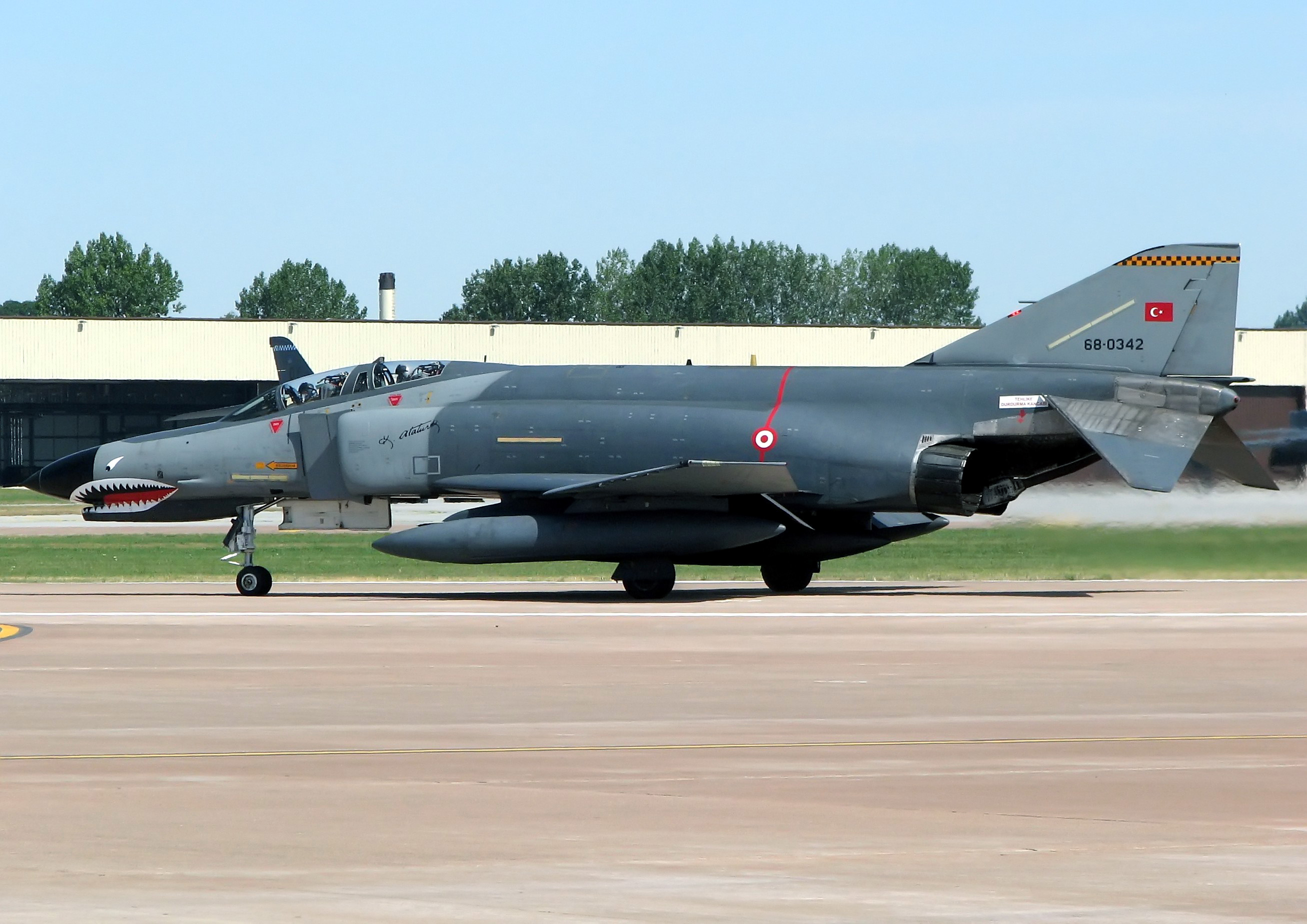
土耳其F-4E 終結者2020版

土耳其空軍於1974年獲得了40架F-4E，隨後在1977-78年實施的「和平鑽石III」計劃中又獲得了32架F-4E和8架RF-4E。 1987實施的「和平鑽石IV」計劃中，土耳其空軍獲得了40架美國空軍的二手F-4，1991年又從美國航空國民警衛隊獲得了40架二手F-4。1992到1994期間，土耳其從德國獲得了32架RF-4E。1995年，以色列航空工業集團對54架土耳其的F-4E進行了升級，升級的內容類似於以色列的「戰錘2000」計劃。升級之後的鬼怪式被稱為F-4E「終結者2020」。
2012年6月22日，一架土耳其F-4战机在土耳其叙利亚边境被叙利亚防空部队击落。

### 英國

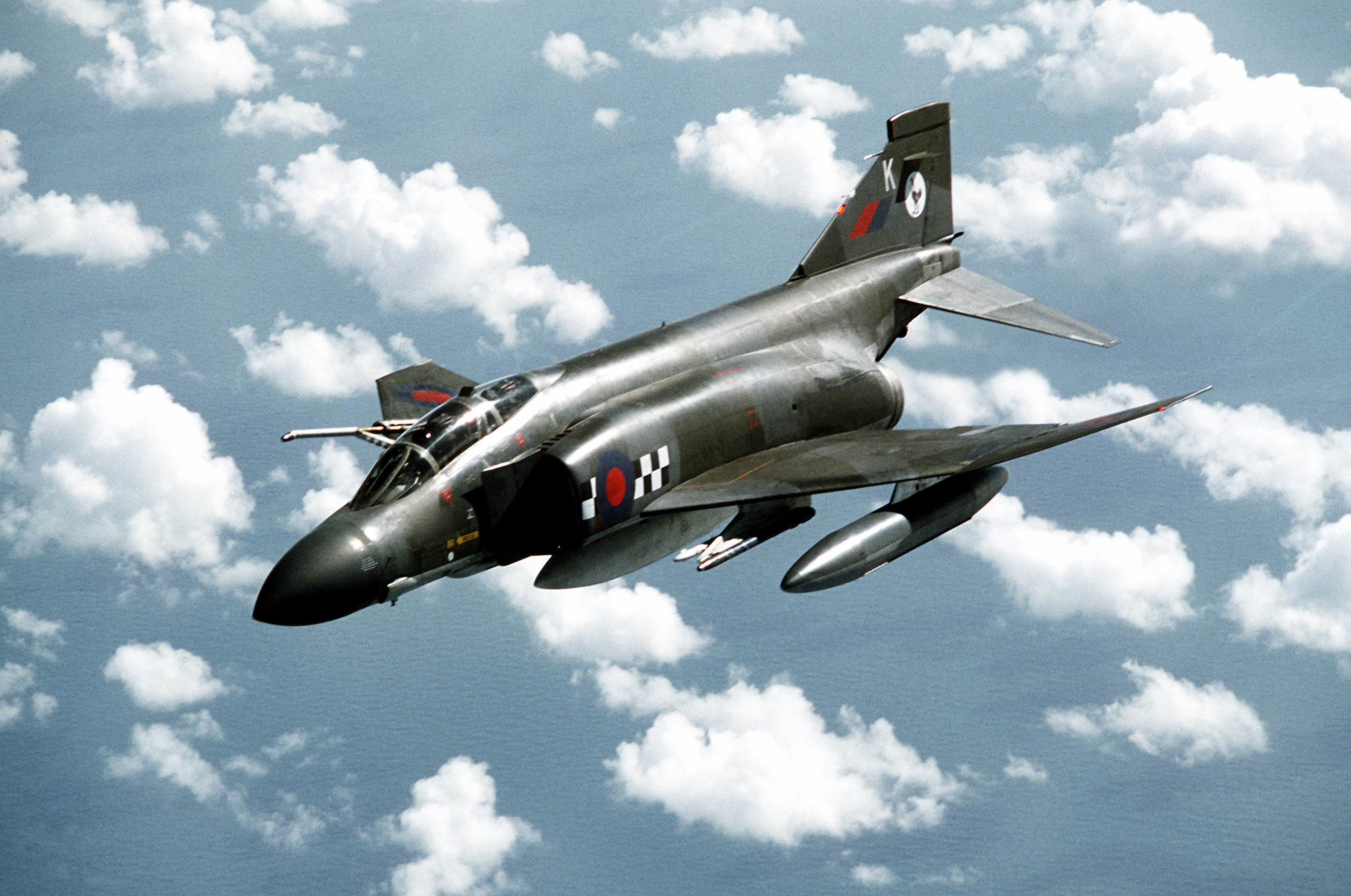
英國皇家空軍第43中隊的鬼怪FG.1

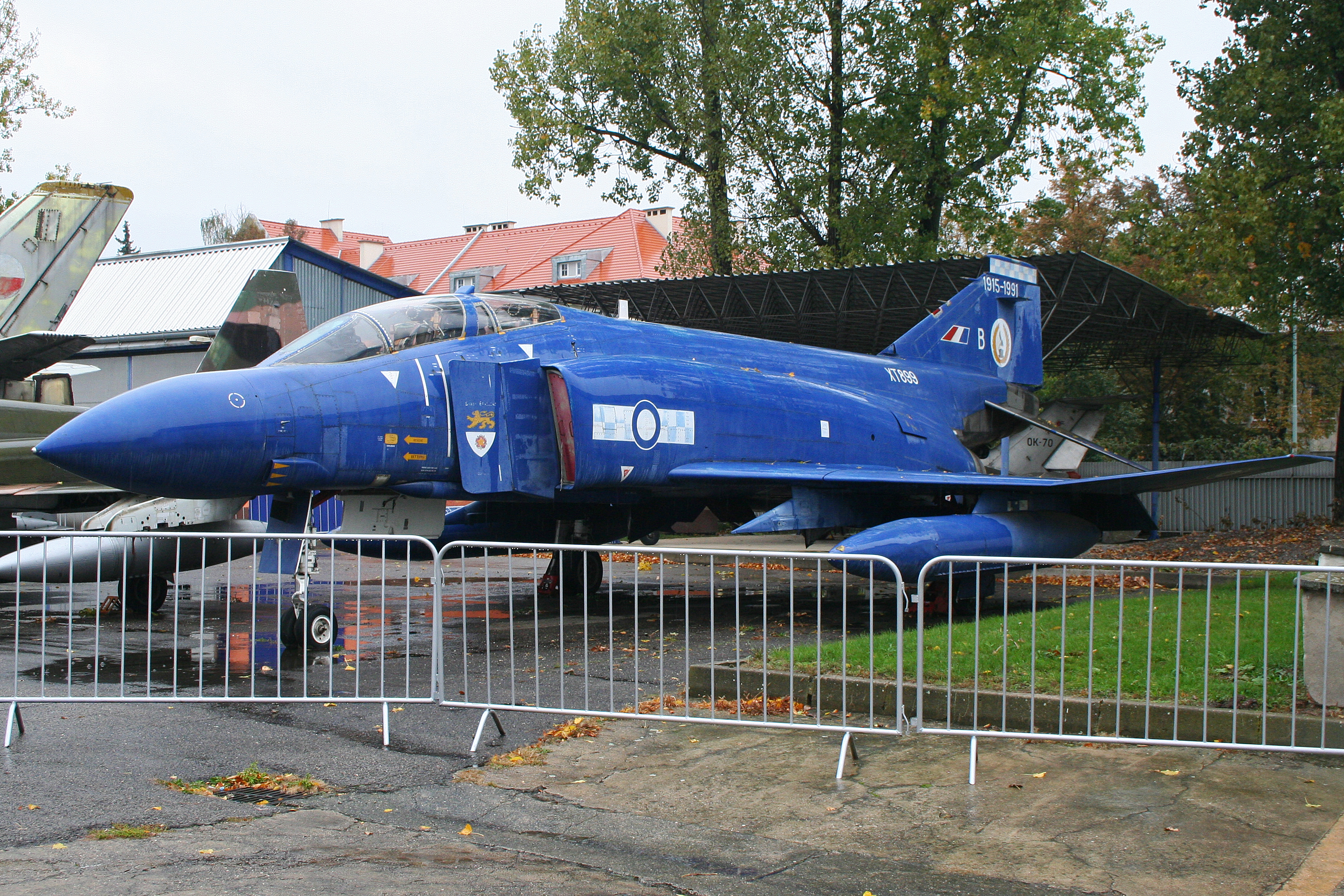
在博物館中的FGR.2

英國購買了一批鬼怪式裝備給英國皇家空軍和英國皇家海軍的艦隊航空兵，這些鬼怪式是基於美國海軍F-4J的改進型。最大的改進是該機使用了英國勞斯萊斯公司生產的發動機和英國制電子設備。皇家海軍和皇家空軍的F-4衍生型被分別命名為F-4K和F-4M，入役時被稱為鬼怪FG.1（FG是戰鬥/對地攻擊（fighter/ground attack）的首字母縮寫）和鬼怪FGR.2（FGR是戰鬥/對地攻擊/偵察（fighter/ground attack/reconnaissance）的首字母縮寫）。
福克蘭戰爭之後，皇家空軍進口了15架升級版的美國海軍二手F-4J，命名為F-4J(UK)。這些飛機用於填補一個截擊機中隊部署到福克蘭群島之後出現的防空空隙。
皇家空軍共有15個中隊裝備了鬼怪式戰鬥機，其中很多部署在德國境內。1969年8月，蘭切斯空軍基地的第6戰鬥機中隊成為第一個裝備鬼怪式戰鬥機的皇家空軍中隊。值得一提的是，第43中隊裝備鬼怪式戰鬥機的時間長達二十年，從1969年9月到1989年7月，這個中隊一直部署在蘭切斯空軍基地。
從1980年代末起，F-4的截擊任務逐漸由狂風式戰鬥機代替，最後一批英國皇家空軍的鬼怪式在1992年10月隨著第74中隊的解散而退役。

### 民用
桑迪亞國家實驗室在一次撞擊中把一架F-4機體安裝在一個火箭發動機驅動的滑橇上，用來進行撞擊試驗，用以評估飛機撞擊增強型混凝土建築（如核電站）時的損壞情況。

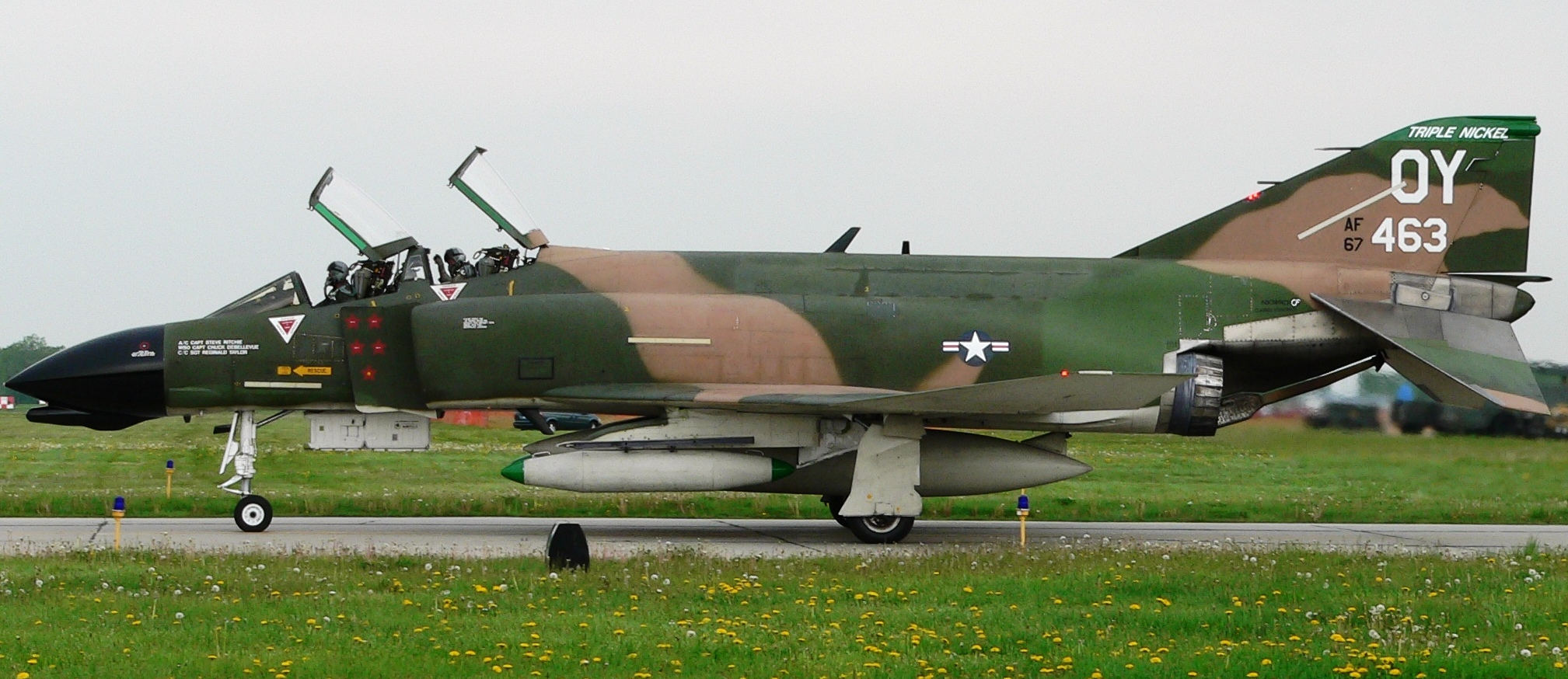
柯林斯基金會的F-4D正在滑行, 繪有越戰期間的「里奇-德貝勒夫」標志，2005年5月攝於塞爾弗里奇航空國民警衛隊基地

總部位於美國麻省的柯林斯基金會有一架F-4D（民用航空器編號NX749CF），用於「活生生的歷史」展示活動。這架飛機放置在田納西州休斯頓市，維護基金是由公眾和私人捐款籌集的。
美國國家航空航天局（NASA）德萊頓飛行研究中心於1965年12月獲得了一架F-4A。該機共進行了55次飛行，主要是在飛行研究項目時提供空中支持，包括X-15技術驗證機和升力體的項目。這架F-4A還在一項生物醫學監視項目中使用，由NASA飛行研究中心和美國空軍宇航研究飛行員學校的學生駕駛飛行超過1,000次。飛行員們被要求在飛行中記錄心電圖、呼吸和法向加速度的數據。1967年，該機參與的另一項研究是探索控制飛機的音爆，以期將音爆作為武器來使用，或者至少能給敵人帶來煩惱。1983到1985年間，NASA從美國空軍借用了一架F-4C用於支持科學實驗，隨後該機交還給美國空軍。

## F-4與中國
1965年4月9日，屬於美國海軍第七艦隊突擊者號航空母艦（CV-61）VF-96中隊的4架F-4B與中國人民解放軍海軍航空兵第8師24團的四架殲-5戰鬥機在中國海南陵水上空發生空戰，解放軍宣布美軍F-4B在空戰中發射空對空導彈將另一架F-4B擊落。美軍宣布擊落一架MiG-17戰鬥機，損失一架F-4B。損失的F-4B飛行員是特倫斯·M·墨菲中尉和羅納德·J·弗根，飛機序列號602/NG，建造序號151403，該機可能是被解放軍殲-5戰鬥機擊落或己方誤傷。

## 生產次型

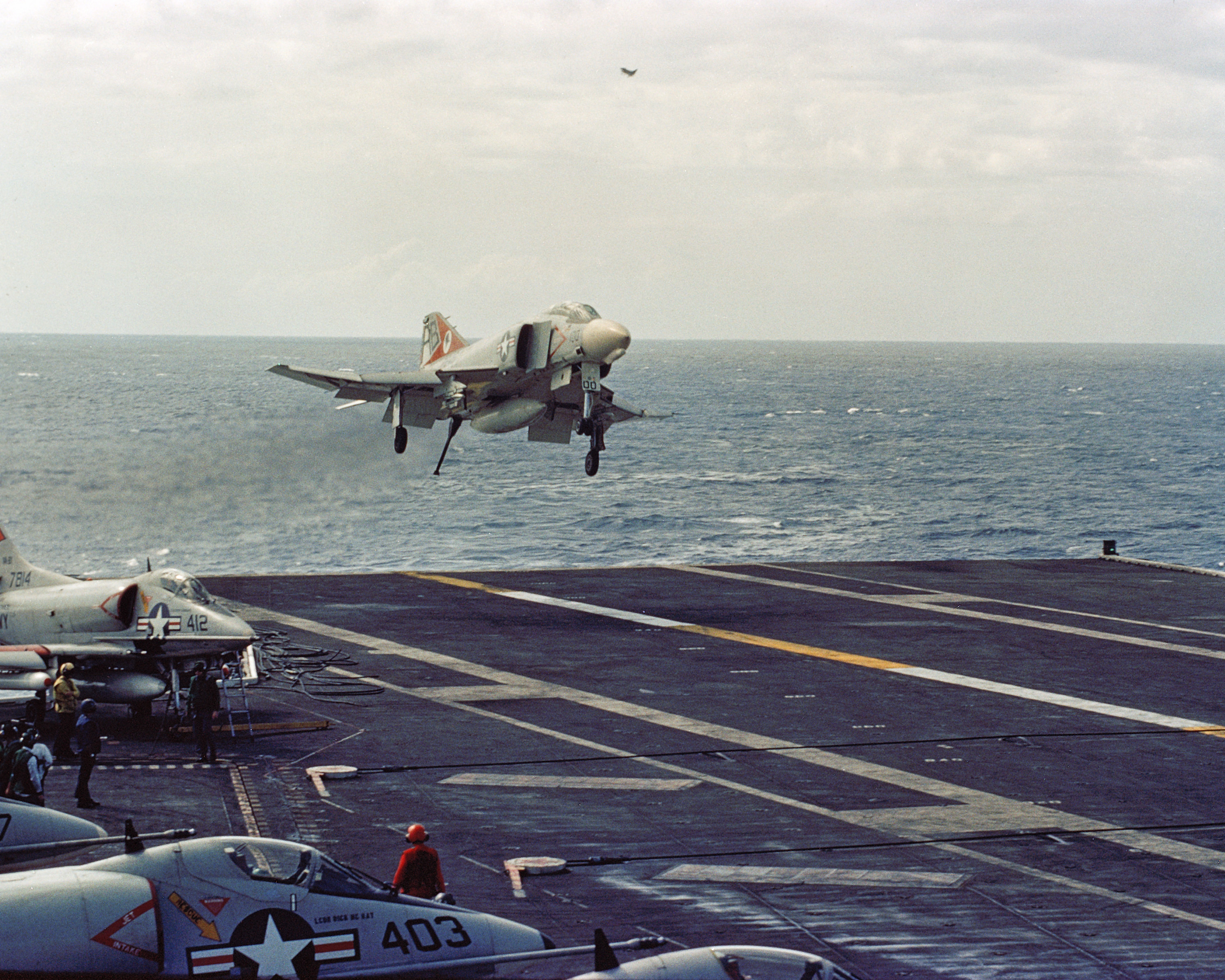
F-4B在肯尼迪號航空母艦上降落

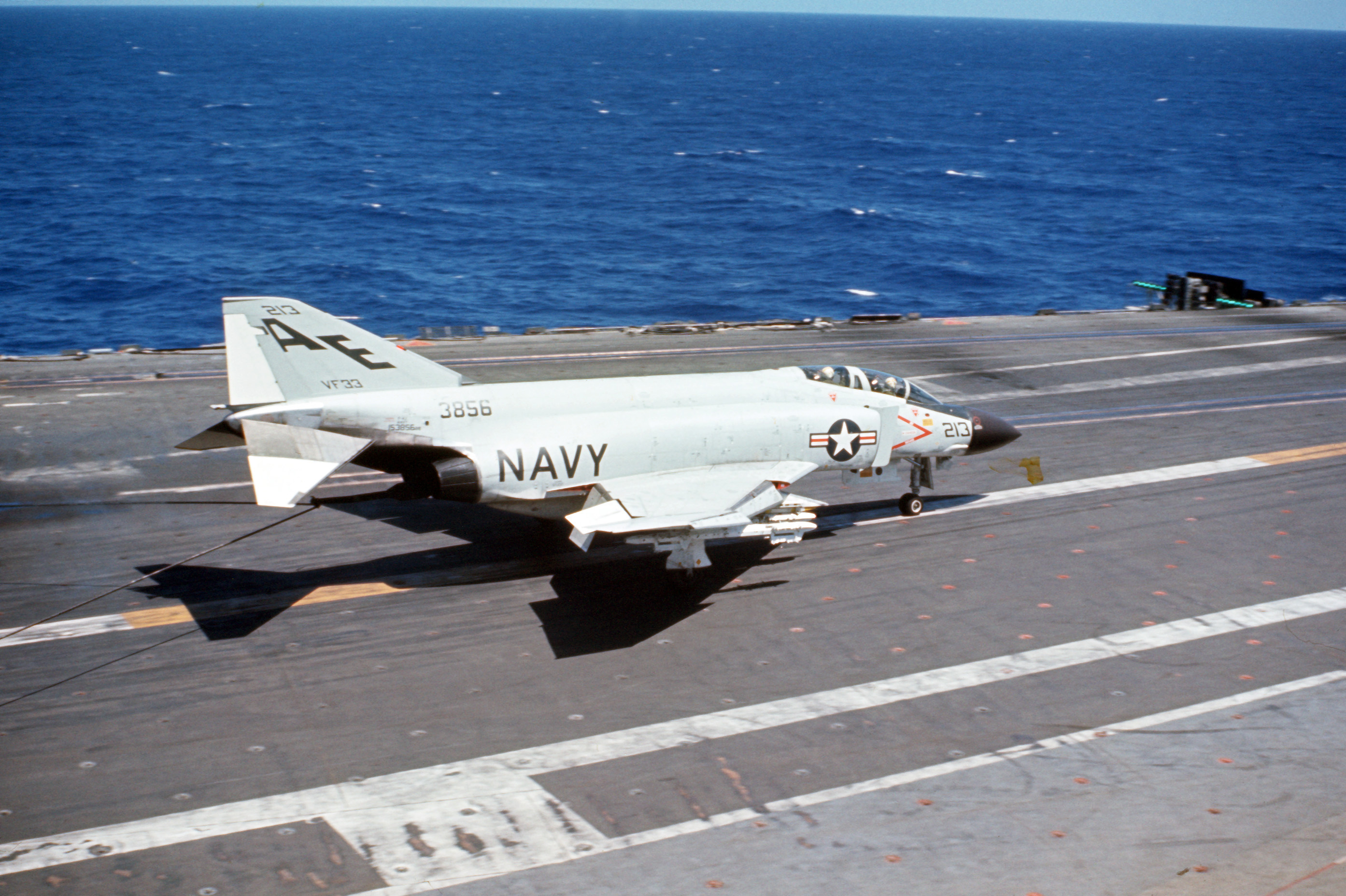
降落中的F-4J

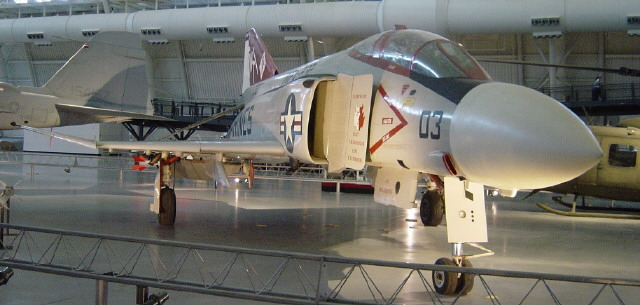
美國航空博物館的F-4S

F-4A
該型機為艦載機，共生產45架。該機於1958年5月首飛，美國其後訂購了21架試驗型及24架預產型，預產型於1959年首飛。該機裝兩台J79-GE-2發動機，單台推力71.1千牛。該機裝備AN/APQ-72雷達，可攜帶4枚「麻雀」III空對空飛彈，沒有固定航炮。
F-4B
該型機為全天候戰鬥機，供美國海軍及美國海軍陸戰隊用於制空。火力系統的設備跟F-4A基本相同，但基於當時「空對空飛彈萬能論」的影響下，沒有安裝航炮。該機安裝兩台J79-GE-8引擎，單台推力75.7千牛。該機設有兩套控制系統，後座的駕駛員也可操作飛機。部份F-4B被改裝成不同的專用飛機，如EF-4B、NF-4B、F-4N及QF-4B等。
F-4C
該型機由F-4B改進而成，於1963年5月首飛，1966年停產，一共生產了583架，主要裝備美國空軍，有36架出口至西班牙。該機裝兩台J79-GE-15發動機，單台推力75.7千牛頓。該機具有更強的對地打擊能力，飛彈導控系統的雷達也由APQ-72改為APQ-100，增加了地形測量的能力及手控投彈。該機拆除了AAA-4紅外線探測裝置，轟炸系統改為AN/AJB-7，並加入了AN/ARW-77導彈控制器。
越南戰爭結束後，大約有27架F-4C安裝了AN/ARN-92瞄準測距器，可攜帶AGM-45反輻射飛彈。同時，空中加油裝置由錐套式改為伸縮套管式。
F-4D
F-4C的升級版，加裝AN/APQ-109雷達，可以發射反輻射飛彈壓制敵方防空陣地。1965年7月首飛。
F-4E
該型機從F-4C/D型發展而來，是第一種安裝固定式M61機炮的鬼怪式戰鬥機。由第48批生產開始，機翼上安裝前缘缝翼，設計提高了飛機的空戰格斗力。左翼前端裝備有TISEO（電子光學目標識別系統）。
F-4F
該型機是專門為西德改良生產的F-4E，西德先後共採購175架。相較於標準的F-4E，這批鬼怪式少了一個內部油箱，故重量較輕，但是不能攜帶AIM-7麻雀飛彈。1983年，經過ICE計畫改裝後，這批鬼怪式戰鬥機改換與F/A-18「大黃蜂」戰鬥轟炸機相同的AN/APG-65雷達，並能夠發射AIM-120先進中距空空導彈。第一批改裝後的F-4F在1992年服役，目前德國聯邦國防軍空軍以新式的颱風戰鬥機更換這批飛機，於2013年全數退役完畢。
F-4G野鼬鼠
該型機從F-4E改裝而來，共制造116架。該機是專門壓制敵方防空系統的電子戰飛機，代號野鼬鼠V（Wild Weasel V）。該機取代了美國空軍先前使用的F-105F。
美國海軍曾經在1963年為12架F-4B加裝航艦自動降落系統，並將這12架飛機編號改為F-4G。
F-4H
該編號並未被任何F-4的衍生型正式採用，同時這個編號也不同於F-4最早的編號F4H。
F-4J
該型機是美國海軍與海軍陸戰隊使用的最後一款F-4衍生型。F-4J修正了許多F-4B的缺陷，通過添加新系統近一步提升了性能。
F-4K/FG.1
該型機是英國皇家海軍所採購的F-4外銷版，70年代以後，皇家海軍的無敵級航空母艦服役後，F-4K也成為了英國最後一種可以在傳統航空母艦上起飛的戰鬥機。
F-4L
該編號曾經賦予1963年到1964年之間數架提供美國海軍評估的F-4性能提升版本，不過沒有進入生產階段。
F-4M/FG.2
英國皇家空軍的F-4K升級版，使用勞斯萊斯發動機，共制造了116架。
F-4N
1972年「蜜蜂線」升級計畫中對F-4B進行升級後的版本，性能類似F-4J水準，也有改裝了無煙發動機，共改裝228架。
F-4S
該型機是F-4J的升級版，改裝了無煙引擎、強化機身、增強機動力，共制造302架
RF-4C
該型機是由F-4C改裝而成的照相偵察機，F-4C上的武器系統和雷達都被專用的照相偵察器材代替。RF-4C最顯著的特征是更長更尖的機首，裡面安裝了照相機、地形測繪雷達、紅外影像等設備。
RF-4E
F-4的偵查衍生型外銷版，共制造了150架。
RF-4EJ
該型機是RF-4E的日本自衛隊專用型，共制造140架，後升級航空電子設備稱為「RF-4EJ改」，攜帶AN/APG-66J雷達 。
QF-4N
由F-4N改裝成的遙控靶機。

## 相關文化

### 綽號

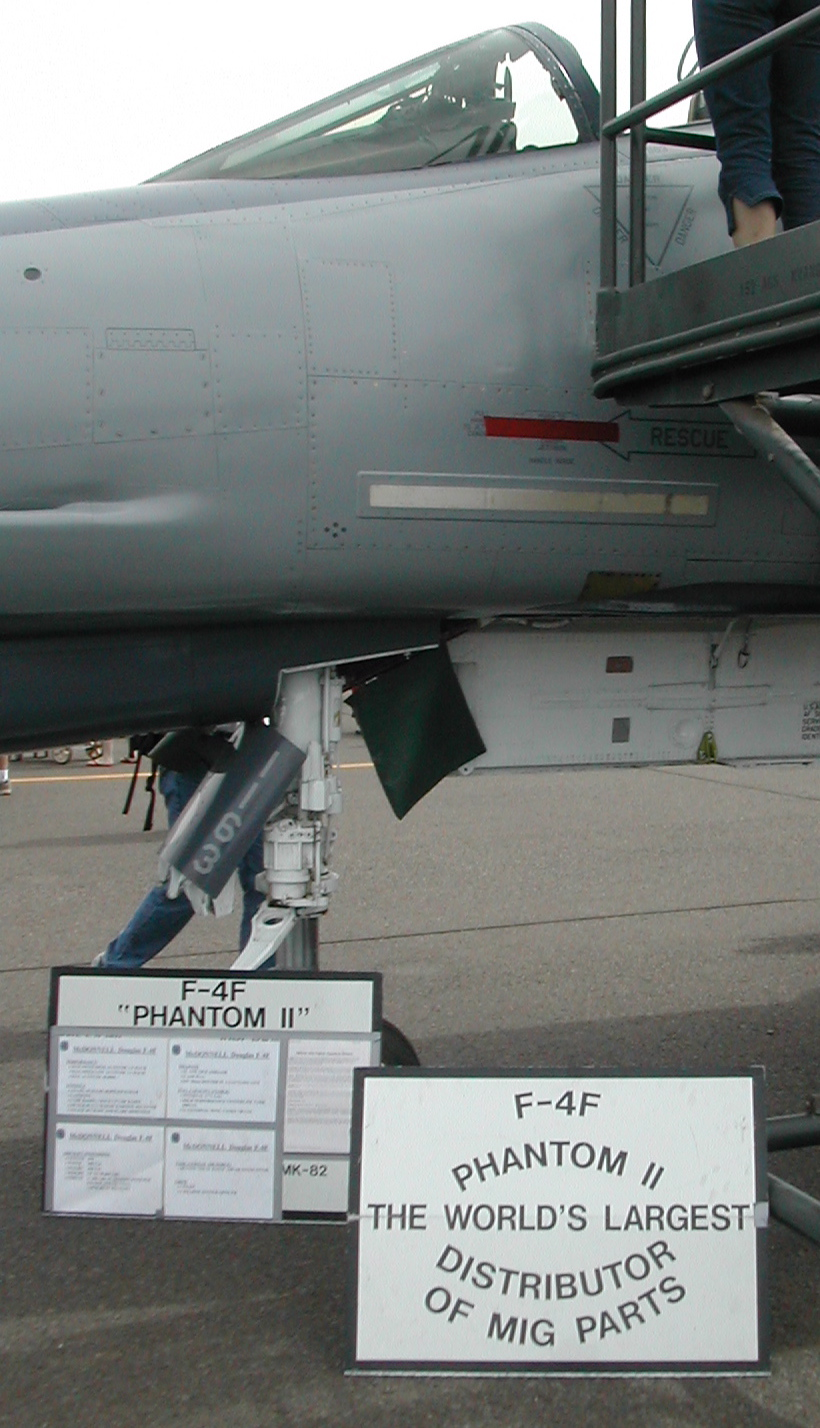
一架F-4F在展覽中，展板上稱之為「世界上最大的米格機部件經銷商」，這句話指的是鬼怪式戰鬥機在戰鬥中擊落的米格機數量很多

在其服役期間，鬼怪式戰鬥機曾經被賦予一系列的綽號。比如「犀牛」、「雙丑」、「飛行鐵砧」、「飛行床腳箱」、「飛行磚塊」、「鉛雪橇」、「大鐵雪橇」和「聖路易斯強擊手」。因其服役期間的出色戰績，鬼怪式還得到了一個綽號「世界上最大的米格機部件經銷商」（World's Leading Distributor of MiG Parts）。儘管該機體積龐大，卻有優異的性能，因此又被稱為「推力對空氣動力學的勝利」（the triumph of thrust over aerodynamics）。德國空軍則給他們的鬼怪式戰鬥機起綽號為「鐵豬」（Eisenschwein）、「飛行磚塊」（Fliegender Ziegelstein）和「防空內燃機」（Luftverteidigungsdiesel）。
受鬼怪式綽號（Phantom）的啟發，一系列和鬼怪式相關人員的綽號從麥克唐納公司開始流傳開来，大多基于英语中 ph 和 f 都发 f 的音：鬼怪式的飛行員稱為「飛鬼者」（Phantom Phlyers），武器官稱為「搜鬼者」（Phantom Pherrets），鬼怪式戰鬥機的愛好者是「鬼狂」（Phantom Phanatics）、他們稱呼鬼怪式為「傳說中的鬼」（Phabulous Phantom），鬼怪式的地勤人員則是「修鬼者」（Phantom Phixers）。

### 吉祥物

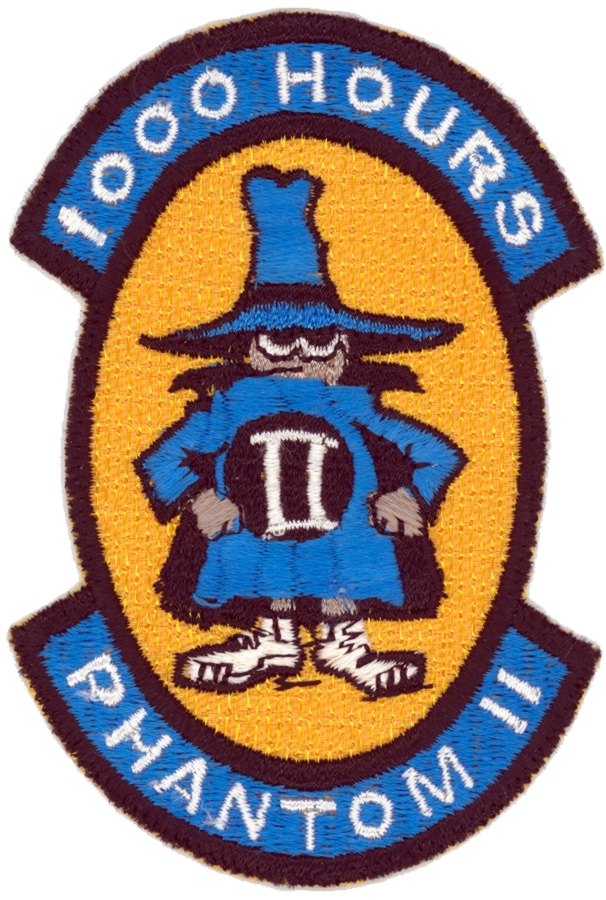
幽靈

鬼怪式戰鬥機的象征符號是一個被稱為「幽靈」（The Spook）的古怪的卡通鬼，這個卡通形象是麥道公司的技術藝術家安東尼·「托尼」·王設計的，最初是作為臂章使用。「幽靈」的稱呼源自於第12戰術戰鬥機聯隊（即駐麥克迪爾空軍基地的第4453戰鬥訓練聯隊）。這個卡通形象幾乎出現在所有與F-4相關文化的產物中，在世界的不同地區，因當地文化的不同會有相應的變化。例如，英國皇家空軍的「幽靈人」有時候會戴著圓禮帽，含著煙斗。

## 博物館展出
美國和世界各地的博物館收藏了一批F-4。例如，一架屬於美國空軍博物館的F-4C-15-MC 37699，目前在英國考文垂的米德蘭德航空博物館展出。一架美國海軍的F4H-1（建造編號145310），在加利福尼亞州穆裡艾特的法國谷機場展出。在戴維斯-蒙德空軍基地還保留有一批封存的F-4，不過數目在不斷減少中。

## 飛行事故
由於F-4涉及的飛行事故太多，下文只列出最重大的事故。
- 1971年6月6日，美國休斯西部航空706號班機（DC-9-31）在執行洛杉磯國際機場到鹽湖城的飛行中，與一架F-4B在聖蓋博山上空相撞，客機上所有49名乘員和F-4上的一名空勤人員遇難[126]。

- 1974年8月9日，一架英國皇家空軍的鬼怪FGR2和一家民用的PA-25「承典人」農用撒種飛機在英國諾福克上空相撞，兩機上的三名乘員全部遇難[127][128]。

## 性能參數（F-4E）
参考资料：The Great Book of Fighters Quest for Performance, 和 Encyclopedia of USAF Aircraft.
基本信息
- 机组：2
- 翼型：根部：NACA翼型0006.4-64，尖端：NACA翼型0003-64零升力時阻力系數： 0.0224
- 阻力面積： 1.10米²
- 展弦比： 2.77
- 載油量： 內部油箱7,549升， 3個副油箱共12,627升（兩側機翼下掛架各掛一個1,420升副油箱，機腹掛架掛一個2,310或2,345升副油箱）。
- 最大著陸重量: 16,706千克

性能
- 升阻比：8.58
- 推重比：正常起飛時為0.86，最大起飛重量時為0.58
- 起飛滑跑距離： 1,370米，總重24,410千克
- 著陸滑跑距離： 1,120米，總重16,706千克

武器

- 9個外掛架，最大載彈量8,480千克，包括普通航空炸彈、集束炸彈、電視和激光制導炸彈、火箭彈（英國空軍F-4可攜帶4具集束火箭彈發射器，每具發射器裝填18枚口徑68毫米SNEB航空火箭彈）、空對地導彈、反跑道武器、反艦導彈、瞄准吊艙、偵察吊艙、核武器等。也可攜帶載貨吊艙和副油箱。
- 1門M61 20毫米機炮，備彈640發
- 4枚AIM-9響尾蛇飛彈、巨蟒3型空對空飛彈（以色列的F-4「重錘2000」）、IRIS-T空對空飛彈（希臘F-4E）
- 4枚AIM-7麻雀飛彈、AAM-3空對空飛彈（日本航空自衛隊F-4EJ）
- 4枚天閃空對空飛彈（英國皇家空軍F-4K）[129]
- 4枚AIM-120先進中距空空導彈（希臘和德國的F-4）
- 6枚AGM-65「小牛」空對地導彈
- 4枚AGM-62「鼓眼魚」電視導引滑翔炸彈
- 4枚AGM-45「百舌鳥」反輻射飛彈，AGM-78標準反輻射導彈<，AGM-88「HARM」高速反輻射飛彈
- 4枚GBU-15炸彈（英语：GBU-15）
- 18枚Mk.82、GBU-12雷射導引炸彈
- 5枚Mk.84、GBU-10、GBU-14炸彈
- 18枚CBU-87集束炸彈（英语：CBU-87 Combined Effects Munition）、CBU-89集束炸彈（英语：GATOR mine system）、CBU-58集束炸彈
- SUU-23/A型20毫米機炮吊艙

### 資料來源
1. ↑  F-4最初的編號是AH，然後改為F4H。1962年，美國國防部長羅伯特·麥克納馬拉下令對所有軍用裝備的編號進行標准化時，F-4這個編號才第一次出現。該機在麥克唐納的編號是98號方案。
2. 1 2  Swanborough 1976
3. 1 2 3  . Boeing.   [2009-11-05]. （原始内容存档于2011-06-29）.
4. 1 2  Donald & Spring 1991，第26頁
5. 1 2  Donald & Summer 1991，第22頁
6. ↑  . Boeing.   [2009-11-05]. （原始内容存档于2009-12-13）.
7. ↑  . Boeing Integrated Defense Systems.   [2009-11-05]. （原始内容存档于2009-09-09）.1971年每架F-4上鈦的使用量：「F-4B/C：1006磅，佔全重的7.7%；F-4E：1261磅，佔全重的8.5%
8. ↑  Donald 1996，第268頁
9. ↑  Dorr 1990，第198頁
10. 1 2 3  . Boeing.   [2009-11-05]. （原始内容存档于2011-06-29）.
11. 1 2 3 4 5 6 7 8  . Boeing.   [2009-11-05]. （原始内容存档于2009-07-06）.
12. ↑  . National Museum of the USAF.   [2009-11-05]. （原始内容存档于2009-09-23）.
13. ↑  Angelucci 1987，第310頁
14. ↑  Angelucci 1987，第312頁
15. ↑  Joseph F. Baugher. .   [2009-12-09]. （原始内容存档于2009-12-27）.
16. ↑  Bishop 2003，第104頁
17. 1 2 3  Dorr 1996，第200–201頁
18. 1 2  Dorr 1996，第188–189頁
19. ↑  Joseph F. Baugher. .   [2009-12-09]. （原始内容存档于2009-12-26）.
20. 1 2 3 4  . Boeing.   [2009-11-05]. （原始内容存档于2009-11-01）.
21. ↑  Lake 1992，第190頁
22. ↑  Lake 1992，第203頁
23. ↑  Donald 2004
24. ↑  Thornborough 1994，第13頁
25. ↑  Thornborough 1994，第11頁
26. ↑  Dorr 2008，第61頁
27. ↑  . 1978 Commemorative Book. Boeing Integrated Defense Systems.   [2009-11-05]. （原始内容存档于2009-09-07）.
28. ↑  Lake 1992，第15頁
29. ↑  [查无此文]
30. 1 2 3  Loftin, Laurence K. . National Aeronautics and Space Administration, History Office, Scientific and Technical information Branch. 1985  [2009-11-05]. （原始内容存档于2018-05-29）.
31. 1 2 3 4 5 6 7 8 9  Donald 2002
32. ↑  .   [2009-11-05]. （原始内容存档于2010-04-02）.
33. ↑  Angelucci 1987，第316頁
34. ↑  Lake 1992，第21頁
35. ↑  Knaack 1978，第266頁
36. 1 2  . Flight International. 2008年11月11日  [2009-11-05]. （原始内容存档于2016-03-21）.
37. ↑  Lake 1992，第16-17頁
38. ↑  Stein, Alan J. . HistoryLink.org. 1999-06-13  [2009-11-05]. （原始内容存档于2008-05-30）.
39. ↑  Grossnick, Roy A.  (PDF).   [2009-11-05]. （原始内容 (PDF)存档于2010-04-10）.
40. ↑   (PDF). Naval Historical Center. 1997  [2009-11-05]. （原始内容 (PDF)存档于2012-09-12）.
41. ↑  . National Air and Space Museum, Smithsonian Institution.   [2009-11-05]. （原始内容存档于2007-12-19）.
42. ↑  Thornborough 1994，第15頁
43. ↑  Goebel, Greg. . Vectorsite.net.   [2009-11-05]. （原始内容存档于2008-01-23）.
44. 1 2  Higham 1978
45. ↑  . MAPS Air Museum at Akron-Canton Airport.   [2009-11-05]. （原始内容存档于2007-08-07）.
46. 1 2 3  Knaack 1978
47. 1 2  Thornborough 1994，第260頁
48. ↑  Lake 1992，第199頁
49. ↑  Lake 1992，第200頁
50. ↑  Dorr 1995，第196頁
51. ↑  Burgess 1985，第388頁
52. ↑  模型世界2011-08 探访战斗英雄王柱书
53. ↑  Dorr 1996，第44頁
54. ↑  Grossnick 1997
55. ↑  Jamie, Hunter; Collens, Richard.  (pdf). Naval Aviation News. 2004年9月  [2009-11-05]. （原始内容存档 (PDF)于2009-03-26）.
56. ↑  Crowther, M.J.; Baker, Rusty.  (PDF). Marine Fighter Attack Squadron 112, U.S. Marine Corps.   [2009-11-05]. （原始内容 (pdf)存档于2008-02-27）.
57. ↑  .   [2009-11-05]. （原始内容存档于2014-12-20）.
58. ↑  . 31st Fighter Wing Public Affairs Office, Aviano Air Base, U.S. Air Force.   [2009-11-05]. （原始内容存档于2013-12-17）.
59. ↑  Dorr 1996，第37頁
60. ↑  Dorr 1996，第48–49頁
61. ↑  Knaack 1978，第274頁
62. ↑  Swanborough 1976，第188頁
63. ↑  Baugher, Joe. .   [2009-11-05]. （原始内容存档于2010-02-03）.
64. ↑  .   [2009-11-05]. （原始内容存档于2009-11-26）.
65. 1 2 3 4  Correll, John T.  (PDF). AIR FORCE Magazine. 2004年9月  [2009-11-05]. （原始内容 (pdf)存档于2007-09-30）.
66. ↑  Thornborough 1994，第222頁
67. ↑  Dorr 1996，第198–199頁
68. ↑  . Globalsecurity.org.   [2009-11-05]. （原始内容存档于2007-11-16）.
69. ↑  . Boeing.   [2009-11-05]. （原始内容存档于2009-12-13）.
70. ↑  Bosco, Albert. . Air Force Press Release. 2002-10-23  [2009-11-05]. （原始内容存档于2008-12-23）.
71. 1 2  ,   [2023-11-06], （原始内容存档于2023-11-06） （中文（中国大陆））
72. 1 2 3 4  Green 2001
73. ↑  Baugher, Joseph F. .   [2009-11-05]. （原始内容存档于2010-02-03）.
74. ↑  .   [2024-07-09]. （原始内容存档于2024-07-17）.
75. 1 2 3  . Code Names for U.S. Military Projects and Operations.   [2023-05-30]. （原始内容存档于2023-05-30）.
76. 1 2  Lake 1992, p. 209.
77. ↑  . RAAF Museum Point Cook.   [2009-11-05]. （原始内容存档于2008-12-21）.
78. ↑  Fricker 2000，第59頁
79. ↑  Fricker 2000，第60頁
80. ↑  Lake 1992，第210頁
81. ↑  Fricker 2000，第80頁
82. ↑  Fricker 2000，第81頁
83. ↑  List 2006，第51頁
84. ↑  K. Dimitropoulos. . Constantinidis Publications. 1997. ISBN 960-8426-01-4 （希腊语）.
85. ↑  D. Manakanatas and D. Stergiou. . Epikoinonies S.A. 2002 （希腊语）.
86. ↑  Bishop 2003，第8頁
87. ↑  Fricker 2000，第64頁
88. ↑  Joseph F. Baugher. .   [2009-12-09]. （原始内容存档于2009-12-08）.
89. ↑  Nordeen 1991，第99頁
90. ↑  Joseph F. Baugher. .   [2009-12-09]. （原始内容存档于2009-12-26）.
91. ↑  . Flight International. 2004年11月16日  [2009-11-05]. （原始内容存档于2009-09-16）.
92. ↑  Fricker 2000，第85頁
93. ↑  Grevatt, Jon. . Jane's Information Group. 2007年3月21日  [2009-11-05]. （原始内容存档于2007-12-28）.
94. ↑  .   [2020-11-28]. （原始内容存档于2022-04-03）.
95. ↑  Lake 1992，第218頁
96. ↑  .   [2024-05-16]. （原始内容存档于2024-05-16）.
97. ↑  .   [2009-11-05]. （原始内容存档于2007-12-27） （西班牙语）.
98. ↑  del Aire, Ejército. . Ministerio de Defensa, España.   [2009-11-05]. （原始内容存档于2008-12-20）.
99. ↑  Wierenga, Eddy. . Scramble Magazine.   [2009-11-05]. （原始内容存档于2007-11-30）.
100. 1 2  Fricker 2000，第88頁
101. ↑  Donald 1999，第11頁
102. ↑  Donald 1999，第5頁
103. 1 2  Jefford 2001
104. ↑   (PDF). Sandia National Laboratories. 2004  [2009-11-05]. （原始内容 (pdf)存档于2008-10-28）.注：儘管機身被固定在一個火箭滑橇上，可以認為它是一架火箭動力的滑稽的F-4。
105. ↑  . Collings Foundation.   [2009-11-05]. （原始内容存档于2007-10-29）.
106. ↑  . Collings Foundation.   [2009-11-05]. （原始内容存档于2012-10-25）.
107. ↑  . Collings Foundation.   [2009-11-05]. （原始内容存档于2009-09-01）.
108. ↑  . NASA.   [2009-11-05]. （原始内容存档于2009-11-01）.
109. ↑  . 解放軍報. 2006-11-16  [2009-05-14]. （原始内容存档于2009-09-09）.
110. ↑  . WINGS PALETTE. 2006-04-11  [2009-05-14]. （原始内容存档于2009-04-30）.
111. ↑  Brad Elward. . Osprey Publishing. 2001  [2009-05-14]. ISBN 978-1841761633. （原始内容存档于2020-02-09）.
112. 1 2 3  . 空軍世界.   [2009-11-05]. （原始内容存档于2009-03-22）.
113. 1 2  . Boeing.   [2009-11-05]. （原始内容存档于2009-12-15）.
114. ↑  . Bluejacket.com.   [2009-11-05]. （原始内容存档于2007-11-02）.
115. ↑  Thornborough 1994，第202頁
116. ↑  . Defence Industry Daily. 2008年1月22日  [2009-11-05]. （原始内容存档于2008-01-24）.
117. ↑  . Hamburger Abendblatt.   [2009-11-05]. （原始内容存档于2008-05-31） （德语）.
118. ↑  . Boeing Integrated Defense Systems.   [2009-11-05]. （原始内容存档于2009-12-15）.
119. ↑  . Boeing Integrated Defense Systems.   [2009-11-05]. （原始内容存档于2009-07-06）.
120. ↑  . Midland Air Museum.   [2009-11-05]. （原始内容存档于2009-07-12）.
121. ↑  . Wings and Rotors Air Museum.   [2009-11-05]. （原始内容存档于2009-11-07）.
122. ↑  . Wings and Rotors Air Museum.   [2009-11-05]. （原始内容存档于2010-01-05）.
123. ↑  . Google.com.   [2009-11-05]. （原始内容存档于2011-06-14）.
124. ↑  . Google.com.   [2009-11-05]. （原始内容存档于2011-06-14）.
125. ↑  . TIME. Jun 21, 1971  [2009-12-10]. （原始内容存档于2009-09-28）.
126. ↑   (PDF). Air Accidents Investigation Branch. 20 June 1975  [28 September 2009]. （原始内容 (PDF)存档于2012-06-01）.
127. ↑  . Flight International. 15 August 1974: 146  [2009-12-10]. （原始内容存档于2012-10-21）.
128. ↑  1978年起取代AIM-7麻雀飛彈